# Ziekenhuis Calvariënberg
Ziekenhuis Calvariënberg, ook wel Burgerziekenhuis, Gasthuis of Gesticht Calvariënberg (Maastrichts: Klevarie), was van 1821 tot 1950 een algemeen ziekenhuis in het centrum van de Nederlandse stad Maastricht. Zowel van het 'tweede' (1821-1887) als 'derde Calvariënberg' (1887-1950) zijn delen bewaard gebleven, waarvan enkele gebouwen de status van rijksmonument bezitten. Daaronder bevinden zich gebouwen die tot het 17e-eeuwse Klooster Calvariënberg behoorden ('eerste Calvariënberg', 1628-1798).

## Geschiedenis

### 1821-1881: stichting en beginperiode
Het Ziekenhuis Calvariënberg werd in 1821 opgericht als Algemeen Burgerlijk Zieken- en Gebrekkigenhuis. Tot de 19e eeuw bekommerden vooral kloosterlingen zich om zieken, invaliden, ouden van dagen, vondelingen, wezen en andere hulpbehoevenden. Die instellingen werden enkele jaren na de komst van de Fransen (1794) opgeheven. Het nieuwe ziekenhuis kwam in de plaats van een door de gemeente ingericht "infirmenhuis" in het voormalige Cellebroedersklooster (1806-1819). Toen dit gebouw niet meer voldeed, vond het in 1815 opgerichte Burgerlijk Armbestuur een nieuw onderkomen in het leegstaande 17e-eeuwse Klooster Calvariënberg. Een deel van dit complex werd in 1820 voor 25.000 francs gekocht van de weduwe Rigano, wier overleden man hier een katoenfabriek was begonnen. De voormalige kloosterkapel en een kanunnikenwoning waren niet bij de koop inbegrepen en bleven in gebruik als fabriek voor straatlantaarns van de gebroeders Fraiture. Het kloostergedeelte werd in 1821 door de architecten Hermans en Soiron verbouwd tot 'Godshuis' voor 200 armlastige ouderen en gehandicapten ('gebrekkigen') en ten zuiden hiervan verrees een ziekenhuis met ruim 100 bedden. De twee delen waren met elkaar verbonden door een provisorische gestichtskapel.

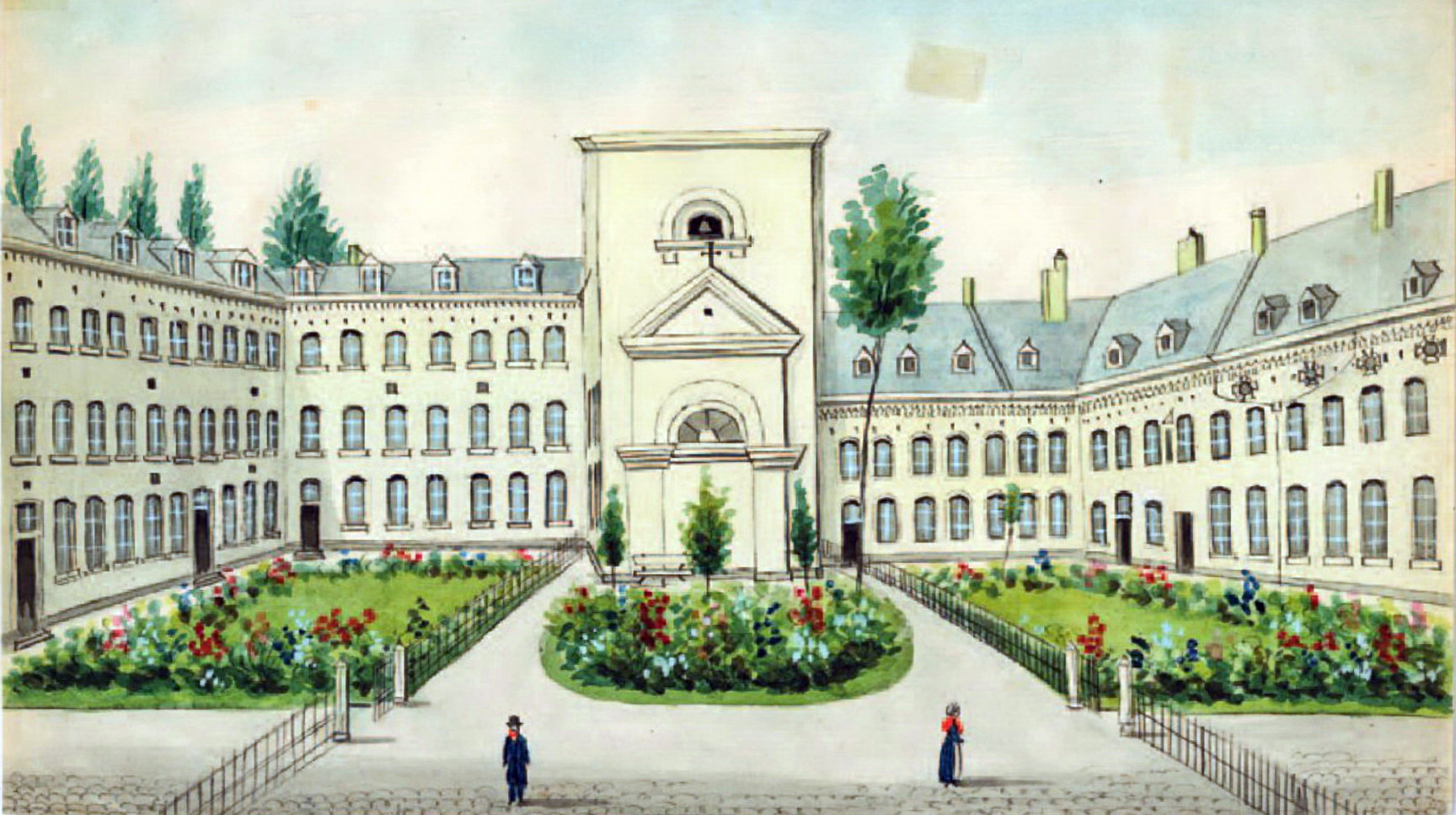
Gasthuis Calvariënberg (Ph. van Gulpen, 1849). In het midden de gasthuiskapel. Rechts daarvan de heringerichte kloostervleugels uit 1671. Links de nieuwbouw uit 1821

Het Algemeen Burgerlijk Zieken- en Gebrekkigenhuis Calvariënberg was aanvankelijk een instelling van armenzorg. De investeringen en de exploitatielasten werden gefinancierd uit de opbrengsten van de armenfondsen (zie noot 2). Koning Willem I spendeerde een gift voor de inrichting van het ziekenhuis. In 1822 arriveerden de eerste patiënten en bewoners. De eerste heelmeester was Joannes Franciscus Josephus Bosch (1794-1874), die tevens verbonden was aan de plaatselijke school voor genees- en verloskunde. Het ziekenhuis was in principe 'algemeen', maar na 1840 werd het neutrale karakter enigszins gecompromitteerd door de komst van de Liefdezusters van de Heilige Carolus Borromeus ('Zusters Onder de Bogen'), die hier vanaf 1837 als verpleegsters en ziekenverzorgsters aan de slag gingen.
In 1845 kon de voormalige kloosterkapel met twee belendende huizen worden aangekocht. De huizen kregen de bestemming krankzinnigenzorg, iets waarvoor tot op dat moment geen gemeentelijke voorziening bestond. Het kanunnikenhuis werd verbouwd en uitgebreid en langs de kant van de Calvariestraat kwam een hoge muur. Van de Calvariekapel (een dubbelkapel) werd de bovenverdieping ingericht als gasthuiskapel, ter vervanging van de gestichtskapel uit 1821. De benedenverdieping werd de woning van de directeur. In 1858 verwierf het Burgerlijk Armbestuur een pand in de Abtstraat (nr. 4?), dat toen als woning voor de directeur ging dienen. De benedenverdieping van de kapel werd daarna ingericht als werkplaats voor de krankzinnigen.
In 1856 werd de oude kloostervleugel langs de Abtstraat gesloopt en vervangen door een nieuw administratiegebouw ontworpen door de architect Carl Weber. Ook het Burgerlijk Armbestuur kreeg hier onderdak, waarna het resterende deel van het Sint-Servaasgasthuis, waar deze instelling tot dan toe was gevestigd, aan de slopershamer werd prijsgegeven.

### 1881-1904: periode Van Kleef
In 1881 werd Lambert van Kleef benoemd als geneesheer-chirurg. Hij reorganiseerde het ziekenhuis en de plaatselijke geneeskundige armenzorg door onder meer de oprichting van een polikliniek voor minvermogenden. Als chirurg slaagde hij erin diverse vernieuwingen in de gezondheidszorg door te zetten, waarbij hij weerstand niet uit de weg ging. Van Kleef hield zich steeds op de hoogte van de nieuwste wetenschappelijke ontwikkelingen, zoals antisepsis, asepsis, narcose en röntgenologie.
In Maastricht verwierf hij een internationale reputatie met toen zeer gewaagde maag- en andere buikoperaties. In deze periode deden tientallen jonge medici ervaring bij hem op, om vervolgens bijna allemaal een glanzende carrière tegemoet te gaan. Ook de epidemiologie en de openbare en preventieve gezondheidszorg hadden Van Kleefs belangstelling. Zijn voorzichtige verklaring voor de grote Maastrichtse cholera-epidemie van 1894 zou in later jaren door de wetenschap worden bevestigd.
Toen Van Kleef in 1881 begon, waren er nog geen geschoolde verpleegsters in Calvariënberg. De Zusters Onder de Bogen waren bovendien snel in hun zedelijk gevoel aangetast, zelfs bij het aanschouwen van een naakte peuter of bij een gecompliceerde bevalling. Niettemin kreeg hij het voor elkaar dat enkele zusters rond de eeuwwisseling een opleiding ziekenverpleging gingen volgen. Lambert van Kleef was de drijvende kracht achter de uitbreiding van het bestaande hospitaal met het eerste paviljoenziekenhuis in Nederland. Dit in 1891 geopende 'derde Calvariënberg' was een ontwerp van Jules Bilmeyer en Jozef van Riel uit Antwerpen. Het had meerdere operatiekamers, zes algemene paviljoens (drie elk voor mannen en vrouwen) en een separate klasse-afdeling, een relatief nieuwe ontwikkeling in het ziekenhuiswezen.
Vanaf 1902 werd ook het krankzinnigengesticht vernieuwd. De verrotte verdiepingsvloer in de Calvariekapel werd verwijderd, zodat deze in zijn geheel als bedehuis kon dienen. De kapel werd in oostelijke richting uitgebreid, dwars door de kloostervleugel heen, waardoor een nieuwe ingang ontstond aan de binnenplaats van het gesticht. Het priesterkoor werd bij die gelegenheid naar de westzijde verplaatst. De ziekenhuiskapel werd in de jaren daarna voorzien van wandschilderingen, gebrandschilderde ramen, nieuw kerkmeubilair en een nieuw orgel. De kapel had de beschikking over een eigen rector.

### 1904-1934: periode Rombouts en Hintzen
Van Kleef nam in 1904 ontslag als geneesheer-directeur van Calvariënberg. Hij werd opgevolgd door zijn voormalige assistent, Gérard Rombouts (1869-1946). Onder zijn leiding werd in 1913 een nieuw röntgenlaboratorium ingericht. De bouw van nieuwe slaapzalen voor de geesteszieken was in 1907 voltooid, maar daarmee was een nieuw probleem gecreëerd, omdat de maximale capaciteit was teruggebracht van 75 naar 56. In 1917 had het krankzinnigengesticht te maken met een overbevolking van 56 patiënten. Het zou toen eigenlijk gesloten moeten worden, maar door de Eerste Wereldoorlog werd dat besluit op de lange baan geschoven.
In 1919 werd Antonius Hintzen (1883-1934) geneesheer-directeur. Hintzen was in dezelfde functie werkzaam geweest in het Heerlense Sint-Josephziekenhuis (later De Wever-Ziekenhuis). In Maastricht wist hij de administratie van het ziekenhuis los te maken van het Burgerlijk Armbestuur. Onder zijn bestuur werden diverse verbeteringen doorgevoerd, zoals de aanleg van centrale verwarming en koud en warm stromend water, de verbouwing van de voormalige gestichtsboerderij tot zusterhuis voor de Zusters Onder de Bogen, de samenvoeging van het chemisch, pathologisch en bacteriologisch laboratorium, de bouw van twee noodbarakken in de tuin, de bouw van het 'epidemisch ziekenhuis' en de vernieuwing van de kinderafdeling. Voor dat laatste zette de kindergeneeskundige Hendrik Koenen (1891-1963) zich in, die vanaf 1922 aan het ziekenhuis verbonden was. Koenen speelde ook een belangrijke rol bij het terugdringen van de zuigelingen- en kindersterfte in Maastricht en de regio, door het geven van voorlichting over het belang van hygiëne en goede voeding, in het bijzonder over de voordelen van moedermelk.

### 1935-1949: periode Mendes de Leon
Hintzen, die na een galblaasoperatie overleed in Calvariënberg, werd opgevolgd door Charles Mendes de Leon (1893-1962). Deze was in het Amsterdamse Wilhelmina Gasthuis assistent geweest van de vermaarde hoogleraar interne geneeskunde Isidore Snapper. Hoewel rooms-katholiek gedoopt, werd hij als afstammeling van joodse grootouders in februari 1941 ontslagen. In november van dat jaar werd zijn Ariërverklaring alsnog geaccepteerd en mocht hij in zijn ambt terugkeren, maar zijn positie bleef precair tijdens de Duitse bezetting. In 1942 was hij enkele maanden gegijzeld. Enkele joodse vrouwen wisten de oorlog te overleven doordat Mendes de Leon hun op de afdeling interne geneeskunde onderdak bood.
Mendes de Leon zette in Maastricht onder andere een bloedtransfusiedienst op. De komst van de radioloog Gerard van der Plaats betekende op termijn dat Calvariënberg – en later Sint-Annadal – een voortrekkersrol op dat gebied ging vervullen. Begin jaren 1930 voldeed het verouderde en te krap opgezette Calvariënberg niet meer en werden plannen gemaakt voor een nieuw ziekenhuis, maar door de crisis van de jaren 30 en de Tweede Wereldoorlog liepen die plannen grote vertraging op. In 1936 werd op het oude terrein nog een nieuw paviljoen voor longlijders geopend. In 1940 begon de bouw van het nieuwe ziekenhuis in de wijk Brusselsepoort.
In het krankzinnigengesticht traden langzaam maar zeker in geestesziekten academisch geschoolden toe tot de medische staf. In 1936 werd de neuroloog De Jong aangesteld en in 1941 de psychiater Mesker.

### 1950-1972: verpleeghuis, bejaarden- en krankzinnigenzorg
Op 3 augustus 1950 opende het nieuwe Ziekenhuis Sint Annadal, waarna de herinrichting van het oude ziekenhuisterrein kon beginnen. Het krankzinnigengesticht werd in 1951 verzelfstandigd en psychiater Mesker werd de eerste medisch directeur. In 1952 verhuisde het gesticht naar het voormalige verblijf van de Zusters Onder de Bogen aan de Abtstraat, waar het de beschikking kreeg over 180 bedden. Volgens plannen van het Burgerlijk Armbestuur zou het oude gesticht (het kanunnikenhuis met aanbouwen) daarna worden gesloopt, zodat de Calvariekapel weer vrij zou komen te liggen. Op het slopen van de hoge muur langs de Calvariestraat na (1954), bleef dit plan onuitgevoerd. In plaats daarvan werden in de gebouwen dienstbodes gehuisvest. Vanaf 1964 kwamen hier kamers voor echtparen die (gescheiden!) op slaapzalen in het Godshuis sliepen en werd dit deel Ludwino-paviljoen genoemd. Het Godshuis in het 'Tweede Calvariënberg' behield de functie bejaardenzorg. In 1956 verhuisde een deel van de bewoners naar de Aldenhofflat, een modern bejaardenverzorgingscentrum iets verderop aan de Calvariestraat.
Nog voor de opening bleek Sint Annadal met 350 bedden te klein, waardoor de afdeling neurologie nog enige jaren in het paviljoenziekenhuis gehuisvest bleef. In 1953 werd in het Klassegebouw een afdeling voor psychisch gestoorde bejaarden geopend, waarna dit gebouw de naam Elisabeth-tehuis kreeg. De rest van het 'derde Calvariënberg' kreeg de bestemming verpleeghuis; vanaf 1962 werd hier het revalidatiecentrum 'De Maasgouw' aan toegevoegd. Het verplegend personeel woonde aanvankelijk in kamers boven de paviljoens. In 1963 kwam aan de zuidwestzijde van het terrein, nabij de Tongersestraat, de Polvertorenflat ("verpleegstersflat") gereed, waar het verplegend personeel in opleiding werd ondergebracht.

### Na 1972: Klevarieterrein en Polverpark
In 1972 verruilden de psychiatrische patiënten het gesticht Calvariënberg voor het splinternieuwe psycho-medisch centrum Vijverdal in Scharn. In hetzelfde jaar vertrokken de overgebleven bewoners van het Godshuis naar het bejaardencentrum Molenhof in het Jekerkwartier. Daarna begon de sloop van het oude paviljoenziekenhuis voor de bouw van een nieuw verpleeghuis met 300 bedden, dat in 1975 werd geopend. Van het 'derde Calvariënberg' bleef alleen het Klassegebouw of Elisabeth-tehuis aan de Abtstraat gespaard. Van 1978 tot 2007 huurde de Universiteit Maastricht dit gebouw van het Burgerlijk Armbestuur.
Het 'tweede Calvariënberg', waaronder het oude klooster, bleef grotendeels behouden, maar raakte wel steeds verder in verval. De kapel was enige tijd in gebruik als opslagruimte van de verpleegkliniek. De rest van de gebouwen werd gehuurd door de gemeente Maastricht, die er in 1977, na een kleine renovatie, de Gemeentelijke Sociale Dienst in onderbracht. In 1985 werden het oude ketelhuis en mortuarium gesloopt; twee jaar later volgde de sloop van enkele aanbouwen aan de westzijde van de kapel, waaronder de sacristie uit 1902. De kapel zelf werd in 1988 verbouwd ten behoeve van de Dienst Sociale Zaken en Welzijn. Na het vertrek van deze dienst omstreeks 2007, werd het gebouwencomplex tijdelijk bewoond door studenten. In 2021 werden plannen gepresenteerd om in het complex van kapel, kloostervleugels, kanunnikenhuis, ziekenhuisvleugels en administratiegebouw 130 appartementen te realiseren.
De verpleegkliniek Klevarie uit 1975 werd in 2016 gesloopt, nadat iets ten westen hiervan een compacter verpleeghuis, Larisa genaamd, was gebouwd. Deze kliniek met 90 bedden was aanvankelijk eigendom van Vivre, sinds 2005 de rechtsopvolger van de Stichting BA (Burgerlijk Armbestuur). In 2014 fuseerde Vivre met Groenekruis Domicura en heet sindsdien Envida. Het hoofdkantoor van deze welzijnsorganisatie is gevestigd in het gerestaureerde en met een kantorenblok uitgebreide Elisabethhuis. De verpleegsterflat uit 1963 is in 2017 verbouwd en bevat thans luxe appartementen en een penthouse op de bovenste twee etages. Elders op het terrein zijn stadswoningen verrezen aan de nieuw gevormde straten Polvertorenplein en Hackenkamer. In 2018 is de bouw begonnen van een drietal appartementengebouwen en een aantal geschakelde stadswoningen op de plek van de gesloopte verpleegkliniek. De naam Klevarieterrein maakte in de verkoopbrochures plaats voor Polverpark. De officiële, in 2010 vastgestelde straatnamen zijn: Abrahamslook, Polvertorenplein, Hackenkamer en Merkatplantsoen.

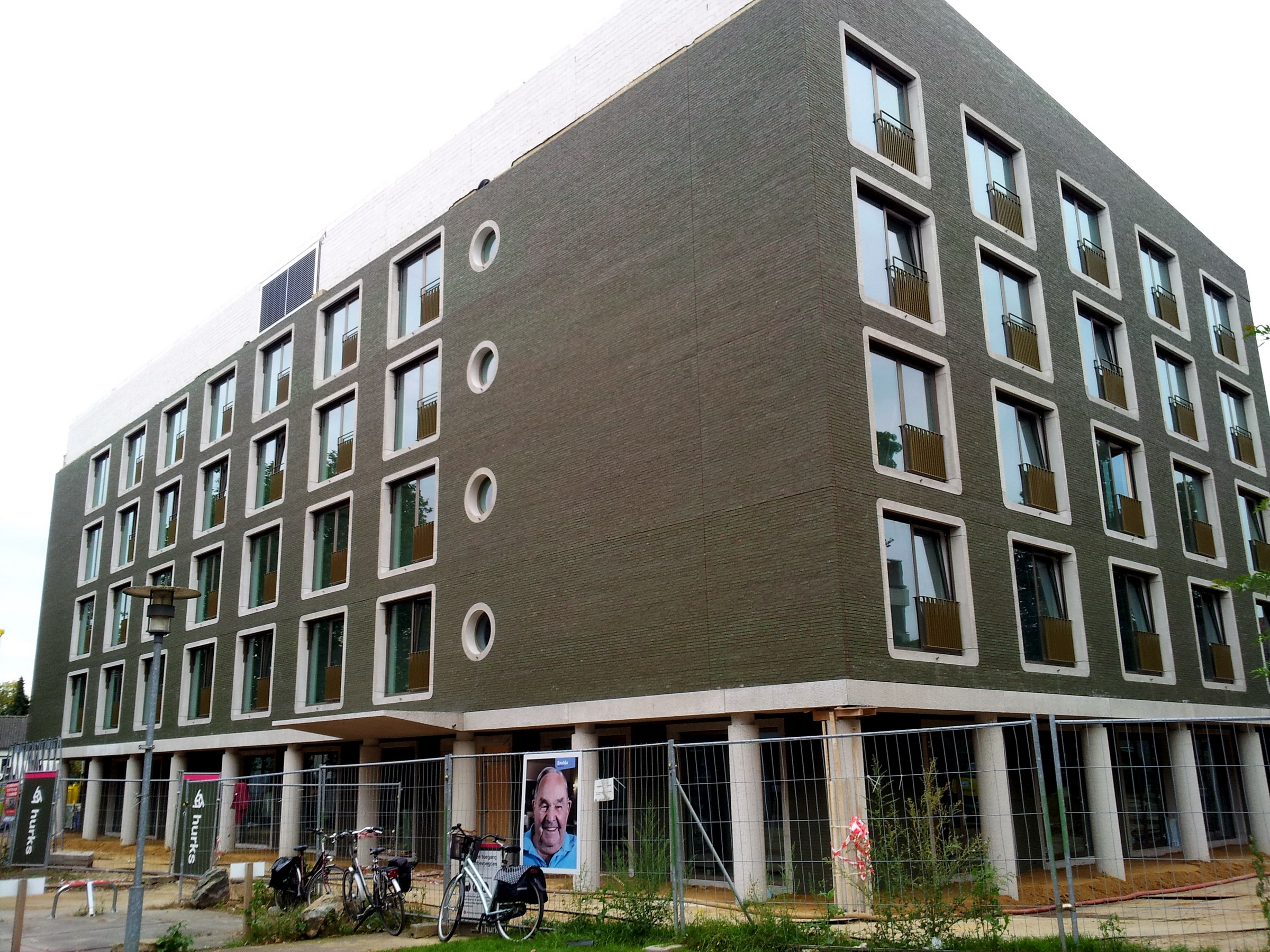
Nieuwbouw verpleegkliniek, 2015
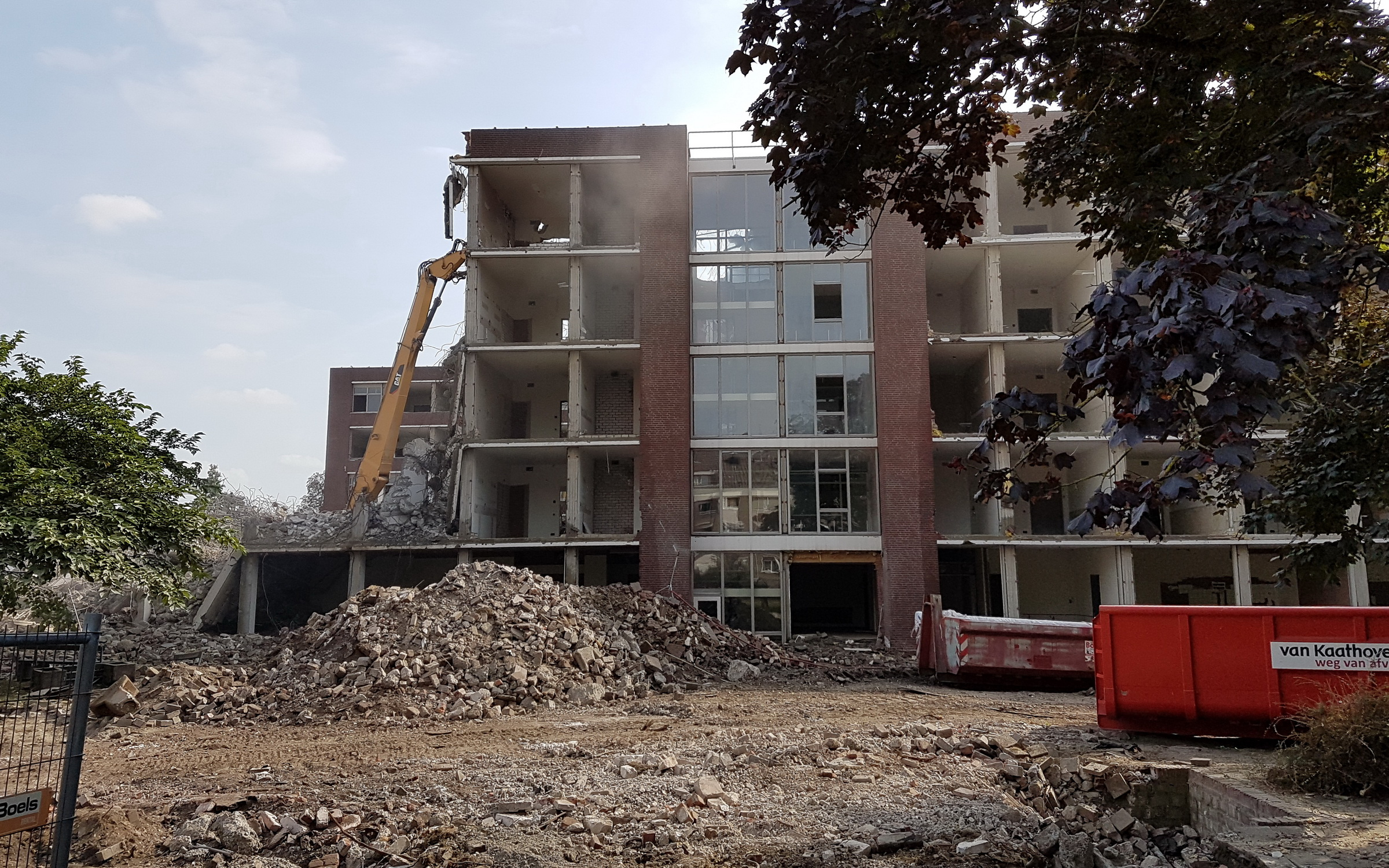
Sloop oude kliniek, 2016
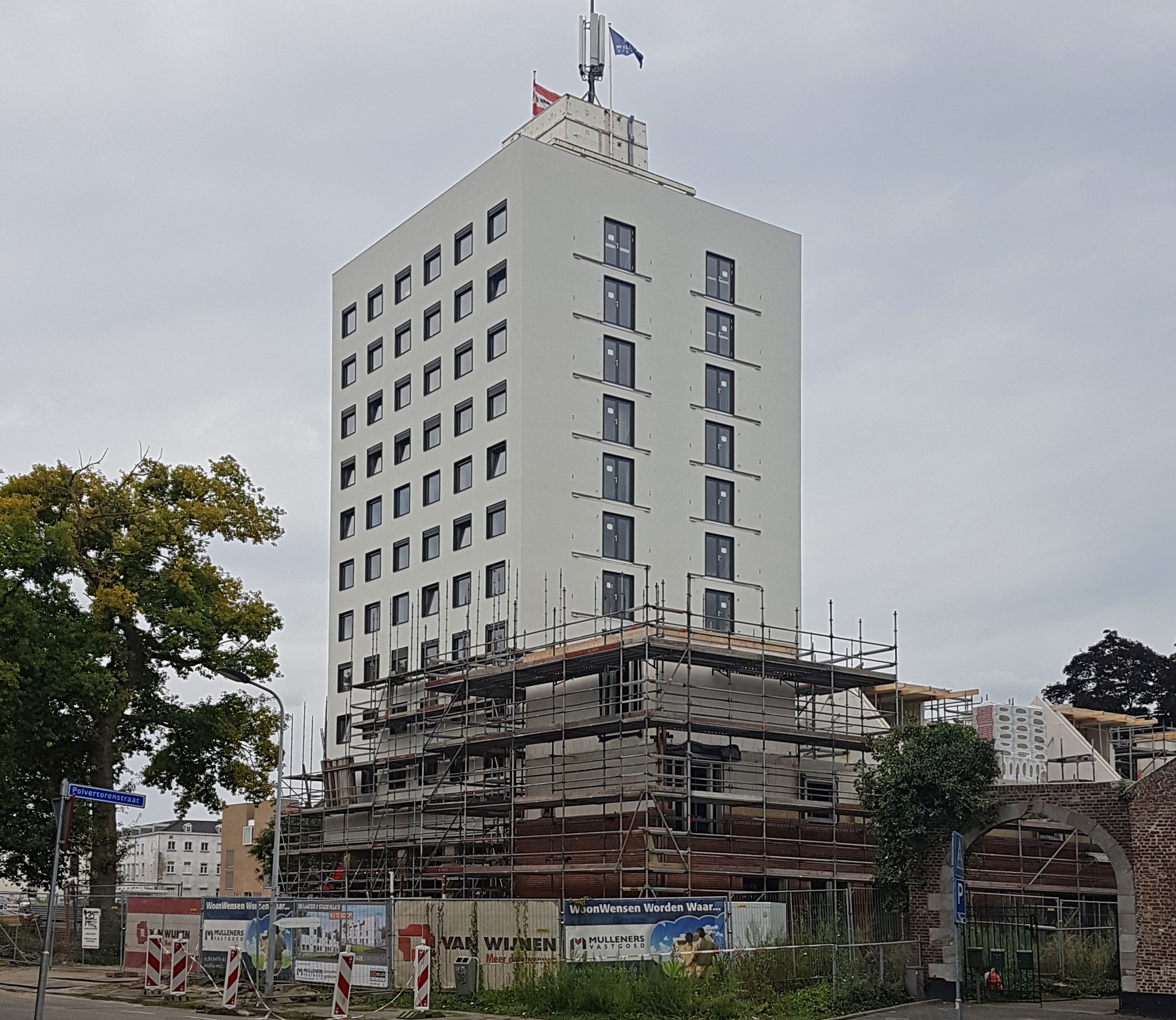
Renovatie verpleegstersflat, 2017
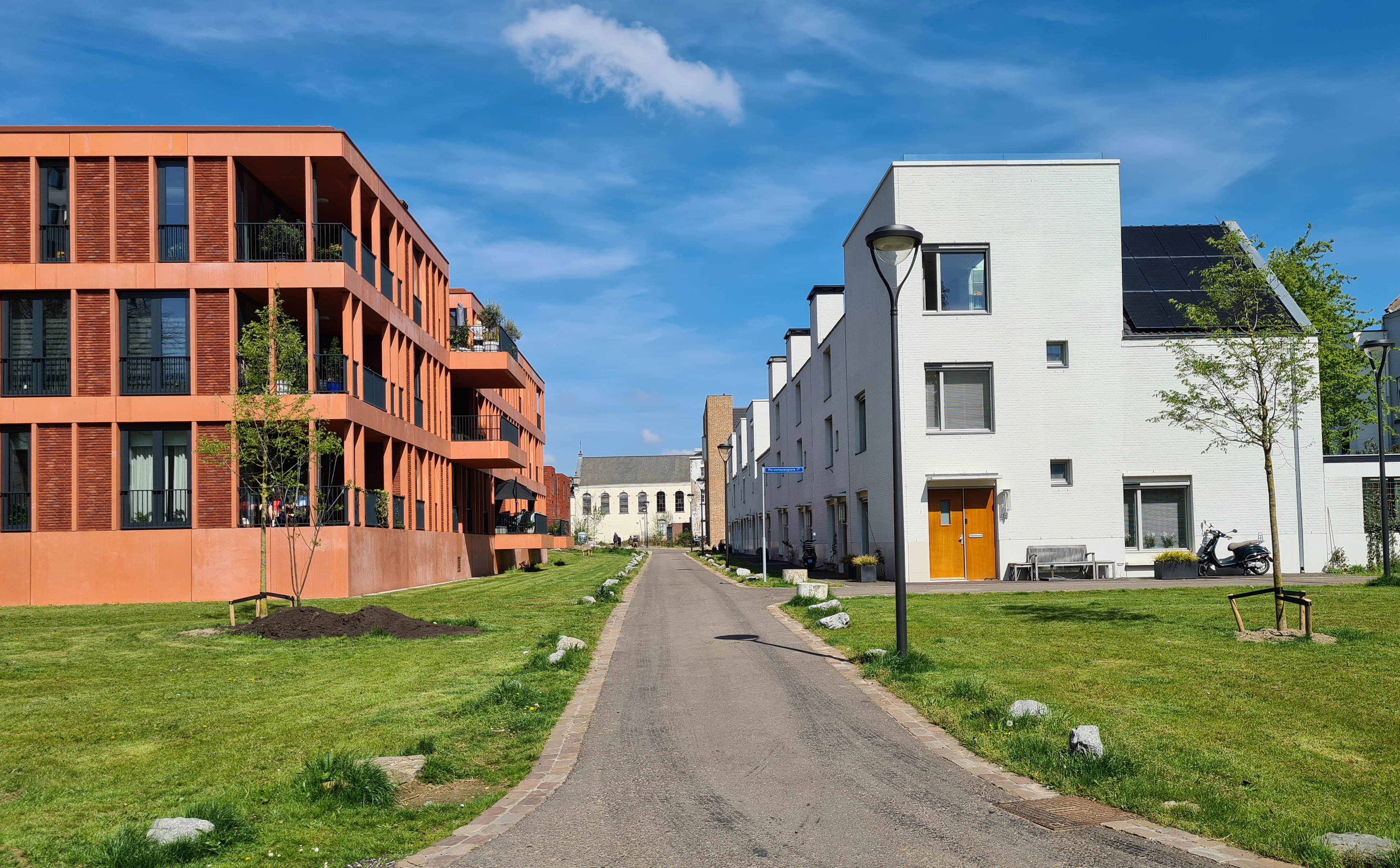
Nieuwbouw Polverpark, 2023

## Erfgoed

### Klooster en gesticht
De bewaard gebleven delen van het 'eerste en tweede Calvariënberg' vormen een vrij massief, rechthoekig gebouwencomplex op de hoek van de Abtstraat en Calvariestraat. De kloosterkapel maakt geen deel uit van deze rechthoek, die weer is opgebouwd uit twee kwadranten rondom twee binnenhoven, die middels een smalle doorgang met elkaar in verbinding staan. Van het noordelijk kwadrant behoorden twee vleugels tot het voormalige nonnenklooster Calvariënberg. Deze sterk verbouwde west- en noordvleugels dateren uit 1671. De oostvleugel wordt gevormd door het hieronder beschreven administratiegebouw. Het zuidelijk kwadrant bestaat uit drie min of meer identieke ziekenhuisvleugels uit 1821. Tussen de twee kwadranten is in 1821 de gestichtskapel gebouwd met een gevel in neoclassicistische trant, die echter nauwelijks meer als kapel te herkennen is.
De Calvariekapel ligt iets ten westen van deze kwadranten, parallel aan de Calvariestraat. Dit was oorspronkelijk een dubbelkapel uit 1710. In 1902 werd de tussenvloer verwijderd, maar in 1987 is deze opnieuw aangebracht. Bij de verbouwing van 1902 werd de kapel aan de westzijde uitgebreid door middel van een doorbraak in de westelijke kloostervleugel, waardoor de ingang nu aan de binnenhof ligt. Ten westen van de kapel ligt het van oorsprong 18e-eeuws kanunnikenhuis, dat in de loop der jaren ingekapseld raakte door allerlei aanbouwsels. De pilastergevel van de kapel is daardoor deels aan het oog onttrokken. In het interieur herinneren alleen de wandschilderingen en gebrandschilderde ramen, beide uit 1904-05, aan de oorspronkelijke functie.

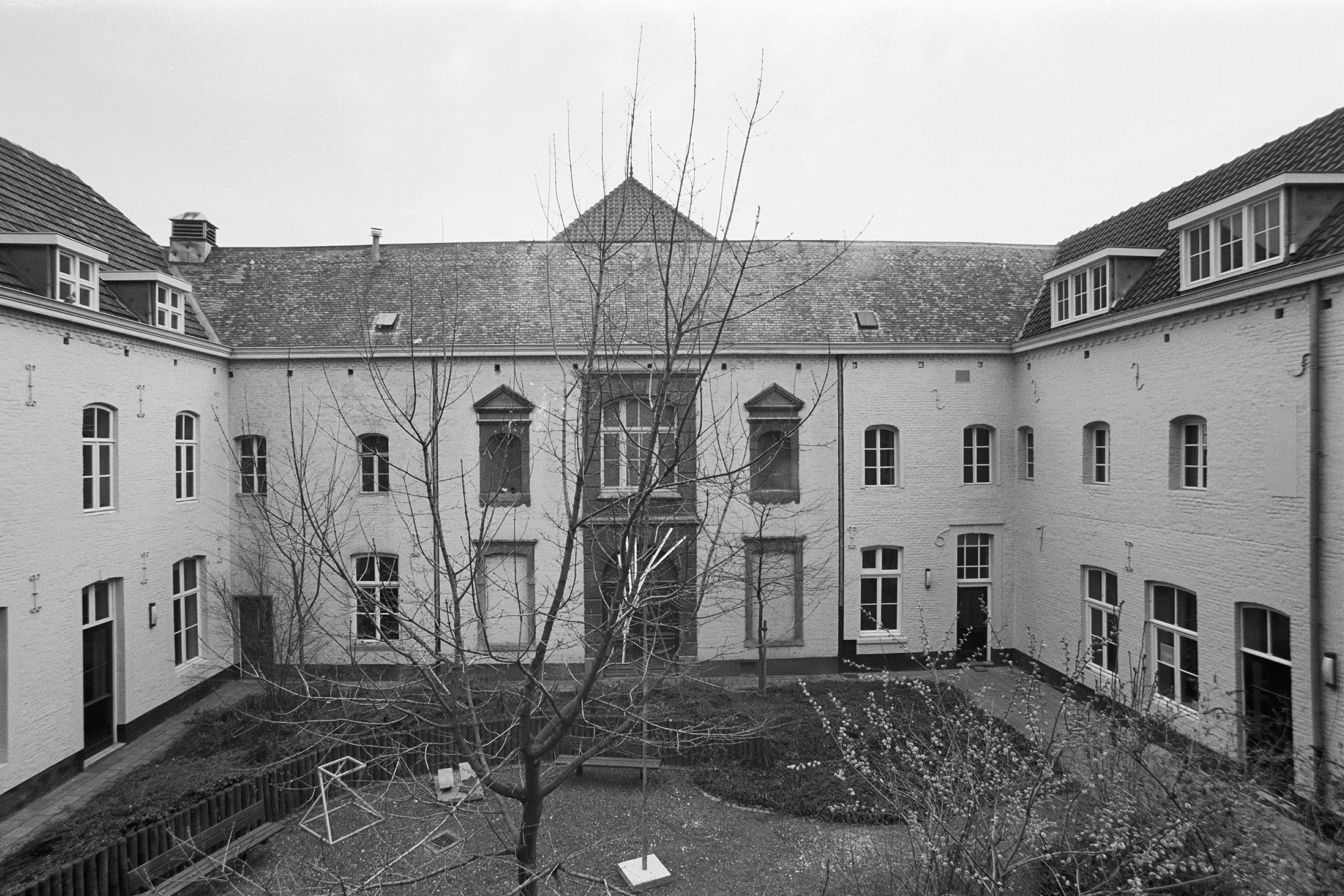
Kloostervleugels rondom de binnenhof
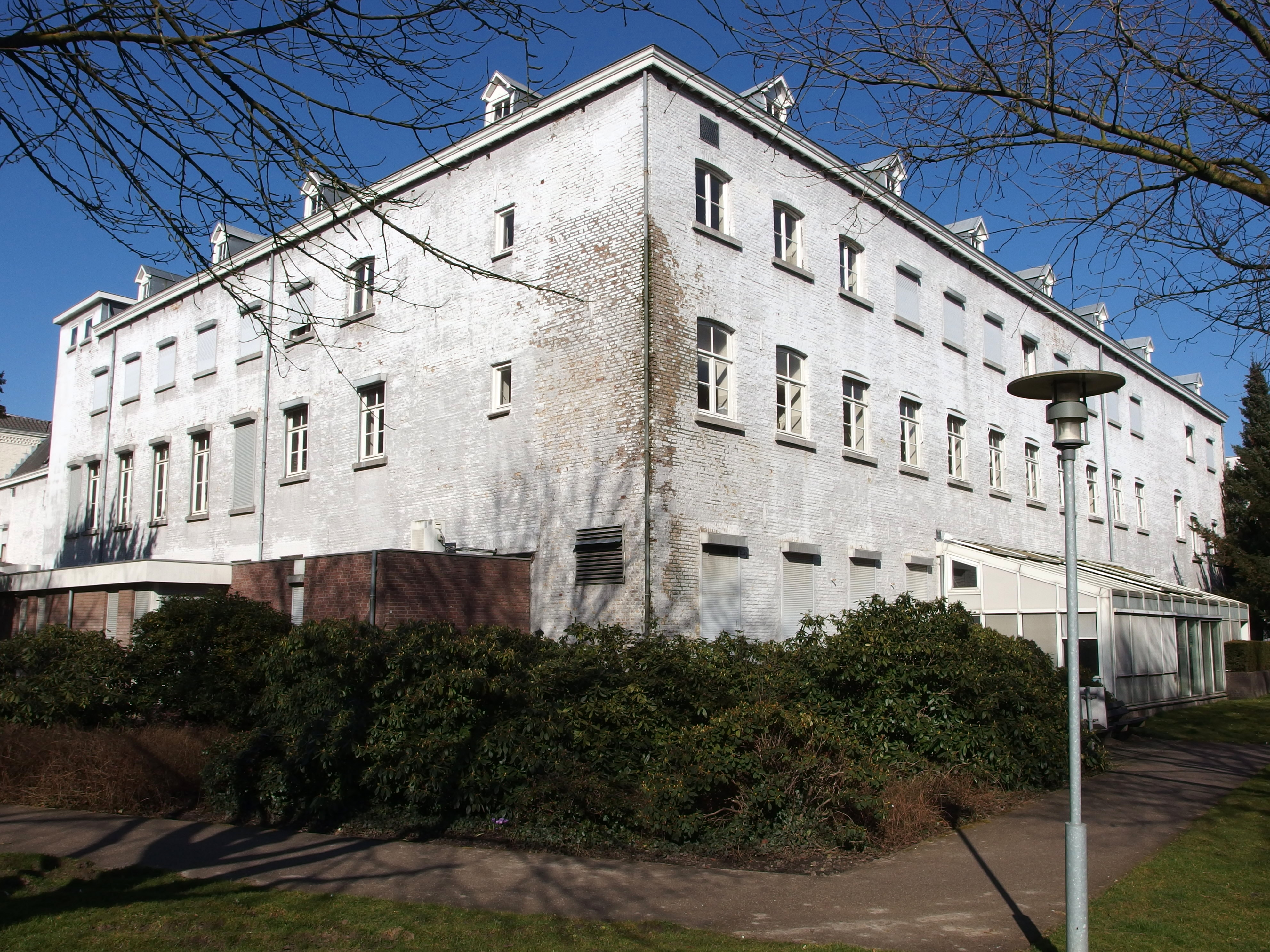
Ziekenhuisvleugels vanaf het Klevarieterrein
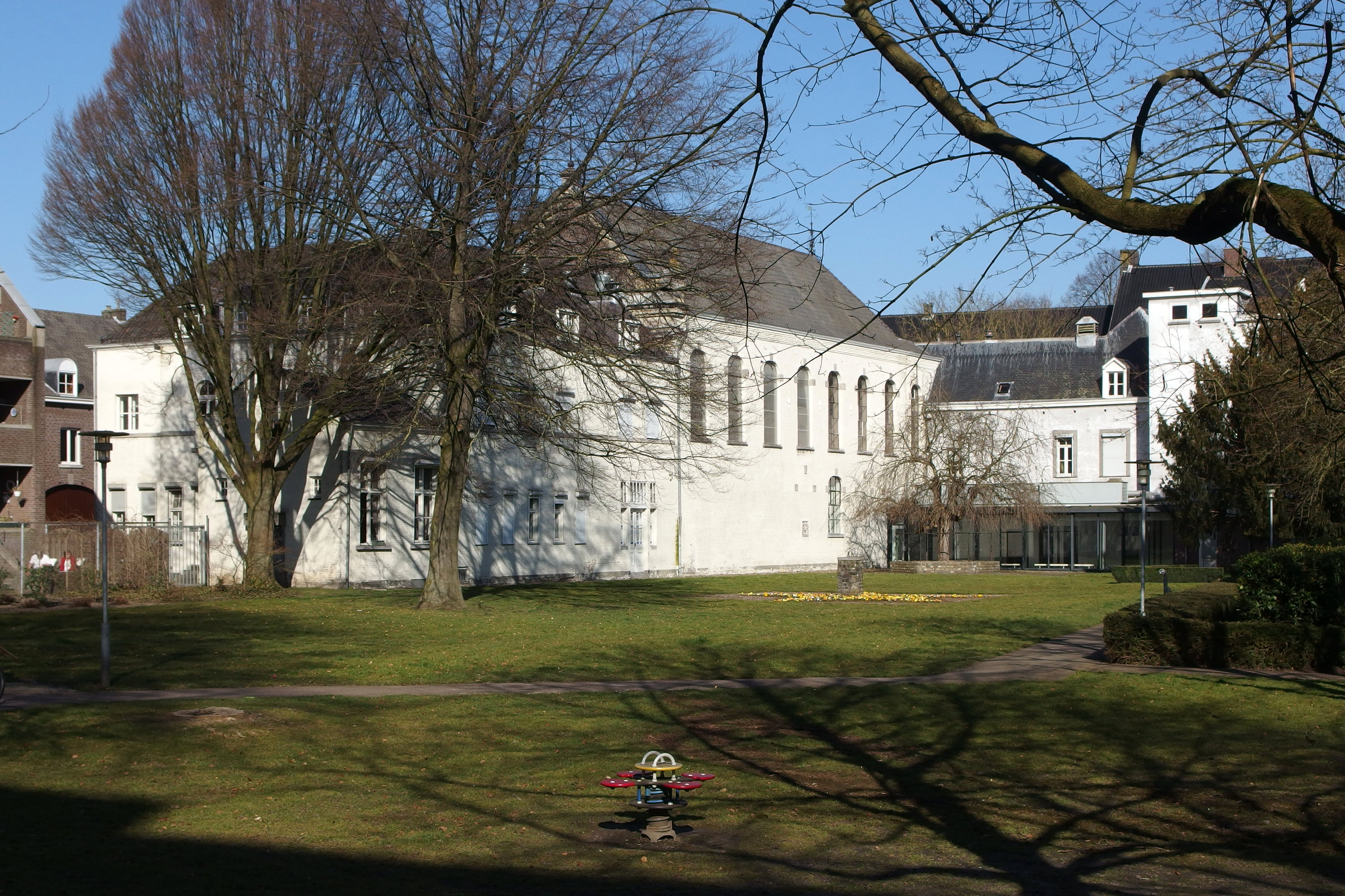
Kapel met aanbouwen vanaf het Klevarieterrein
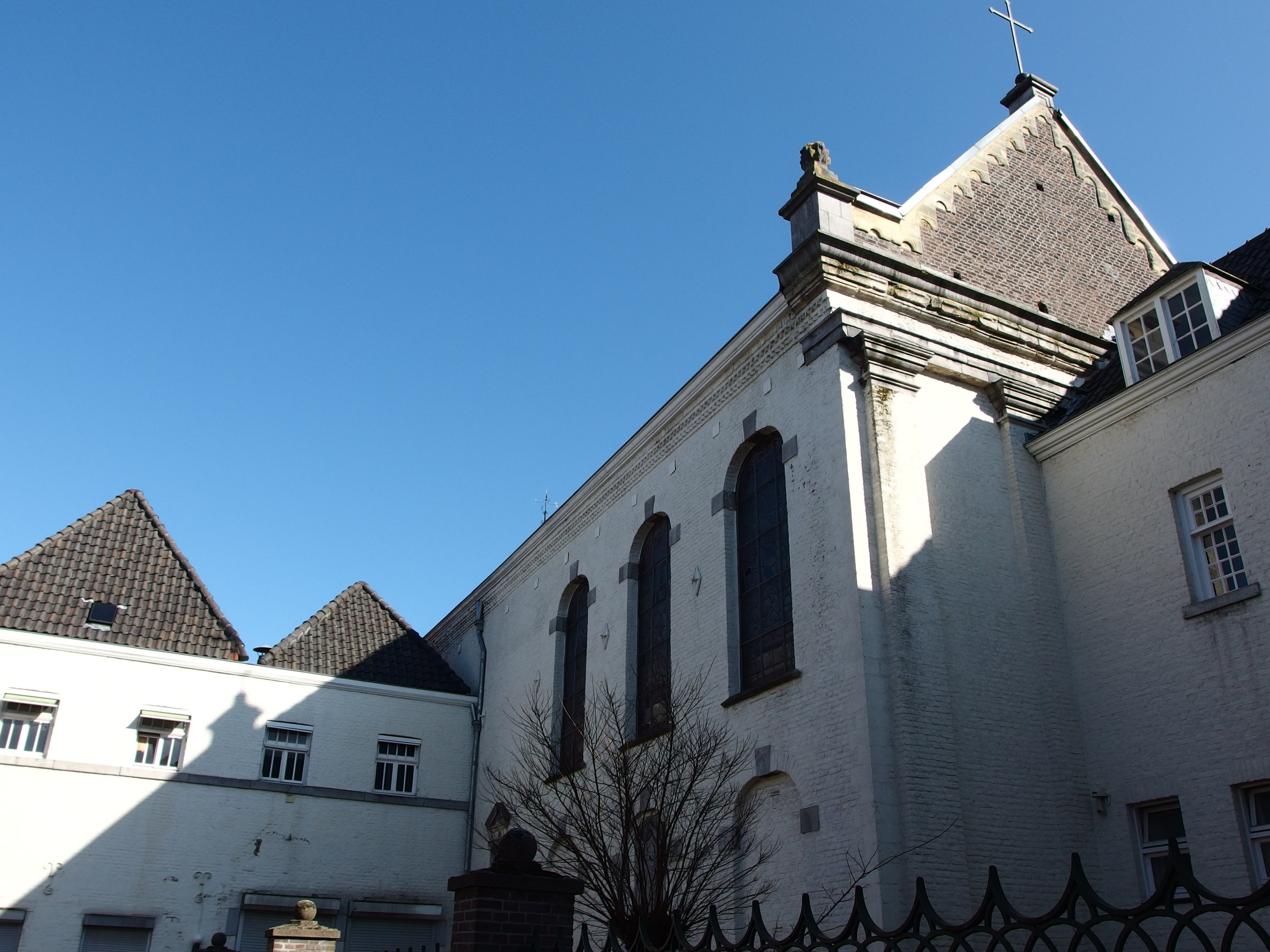
Kapel met aanbouwen vanaf de Calvariestraat

### Administratiegebouw
Het neogotische administratiegebouw is in 1857 in opdracht van het Burgerlijk Armbestuur gebouwd naar een ontwerp van architect Carl Weber. Het grote rechthoekige gebouw op de hoek van de Abtstraat en de Calvariestraat heeft drie bouwlagen en is opgetrokken uit donkerrode baksteen met zandstenen en hardstenen accenten. De zadeldaken zijn gedekt met grijze oud-Hollandse pannen.

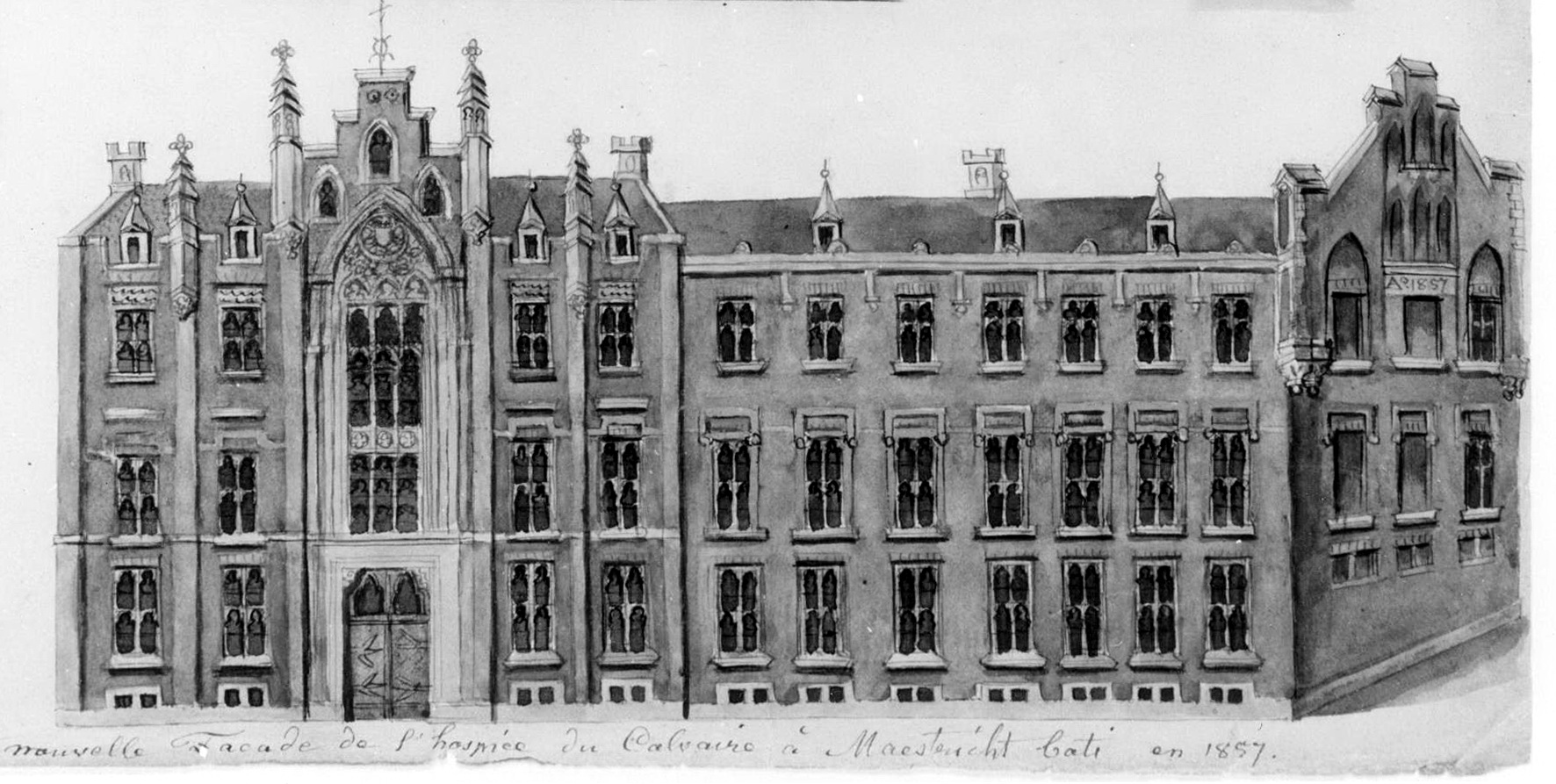
Het administratiegebouw kort na de bouw getekend door Ph. van Gulpen

De lange gevel aan de Abtstraat heeft twaalf vensterassen. Het linkerdeel met vijf vensterassen en uitspringende lisenen is het meest representatieve. De voor- en achtergevel van dit deel zijn vrijwel identiek. De middenas wordt fraai geaccentueerd door een trapgevel met daaronder een zandstenen spitsboogomlijsting met venstertraceringen en een wapenschild. Daaronder bevindt zich een rechthoekige toegangspoort met houten spitsboogtraceringen. Onder de dakrand bevindt zich een sierlijst met muizentanddecoratie. De ramen op de eerste verdieping bevatten glas in lood en worden omgeven door zandstenen sierlijsten. Deze sierlijsten zetten zich voort in het rechter bouwdeel, dat verder vrij eentonig is. In dit deel zijn drie gevelstenen ingemetseld met de namen van weldoeners van het Burgerlijk Armbestuur: Anatole L. Castel, Anna A.S. Castel, 1928; Godefroid Cruts-Kerens, 1874; Clementine Destouvelles, 1858.
De gevel aan de Calvariestraat is slechts drie vensterassen breed en lijkt enigszins op het rijkversierde linkerdeel van de gevel aan de Abtstraat, echter zonder de gotische traceringen. De meeste vensternissen zijn hier blind en op de begane grond zijn slechts kleine, rechthoekige vensters aangebracht. De trapgevel heeft schouderstukken, waarin zich spitsboogfriezen en -vensters bevinden.

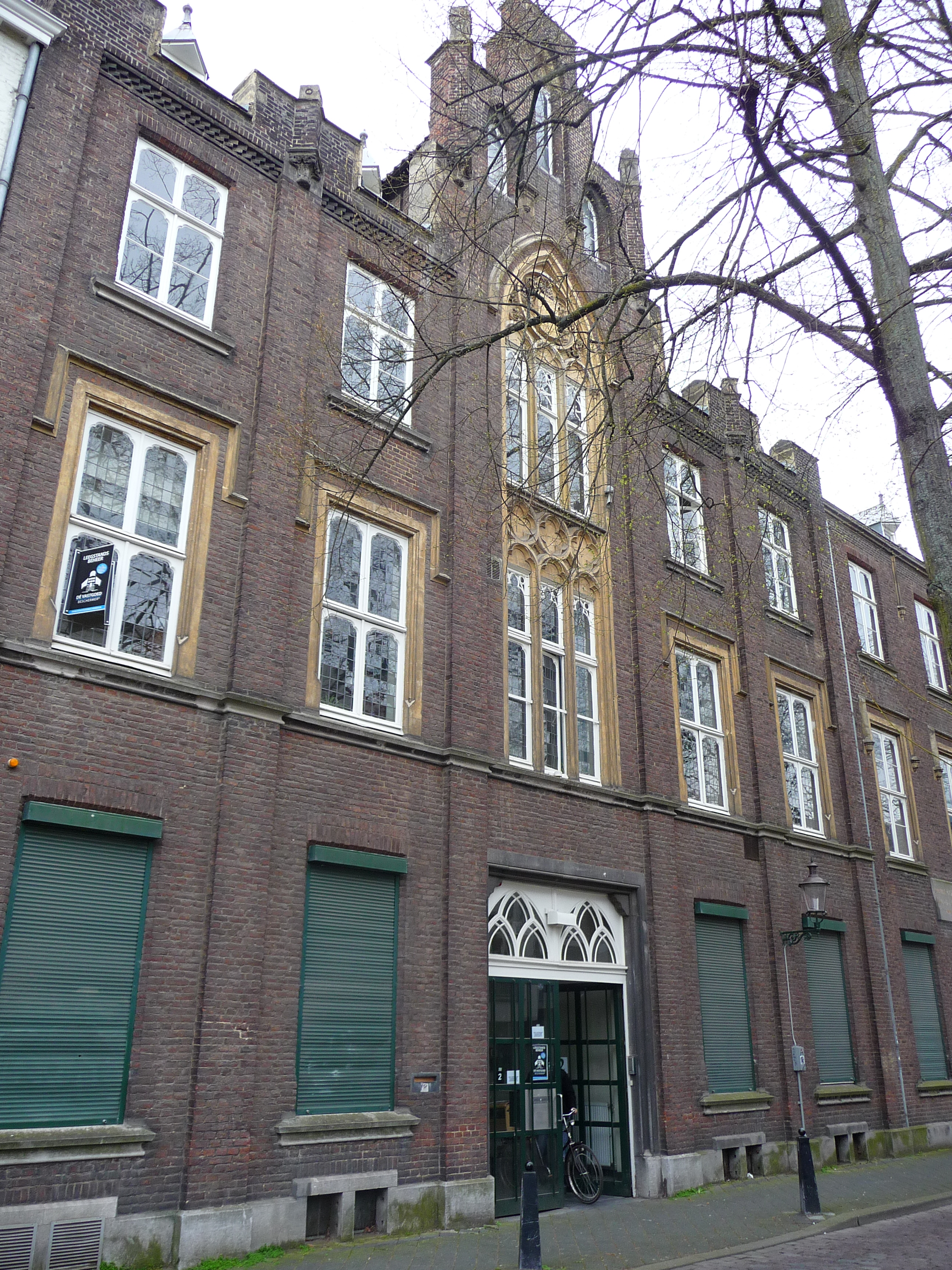
Abtstraat, linker bouwdeel
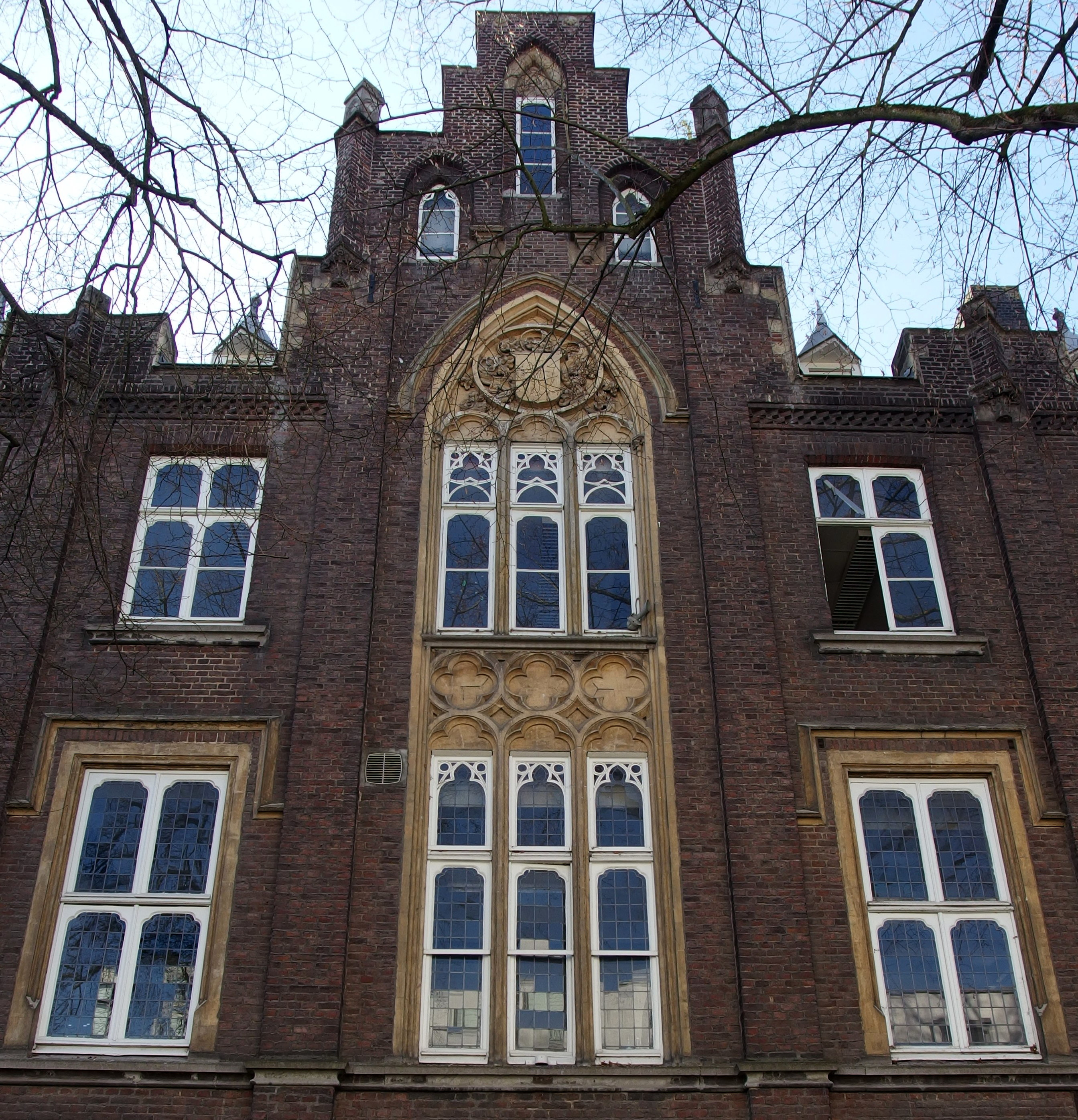
idem, detail
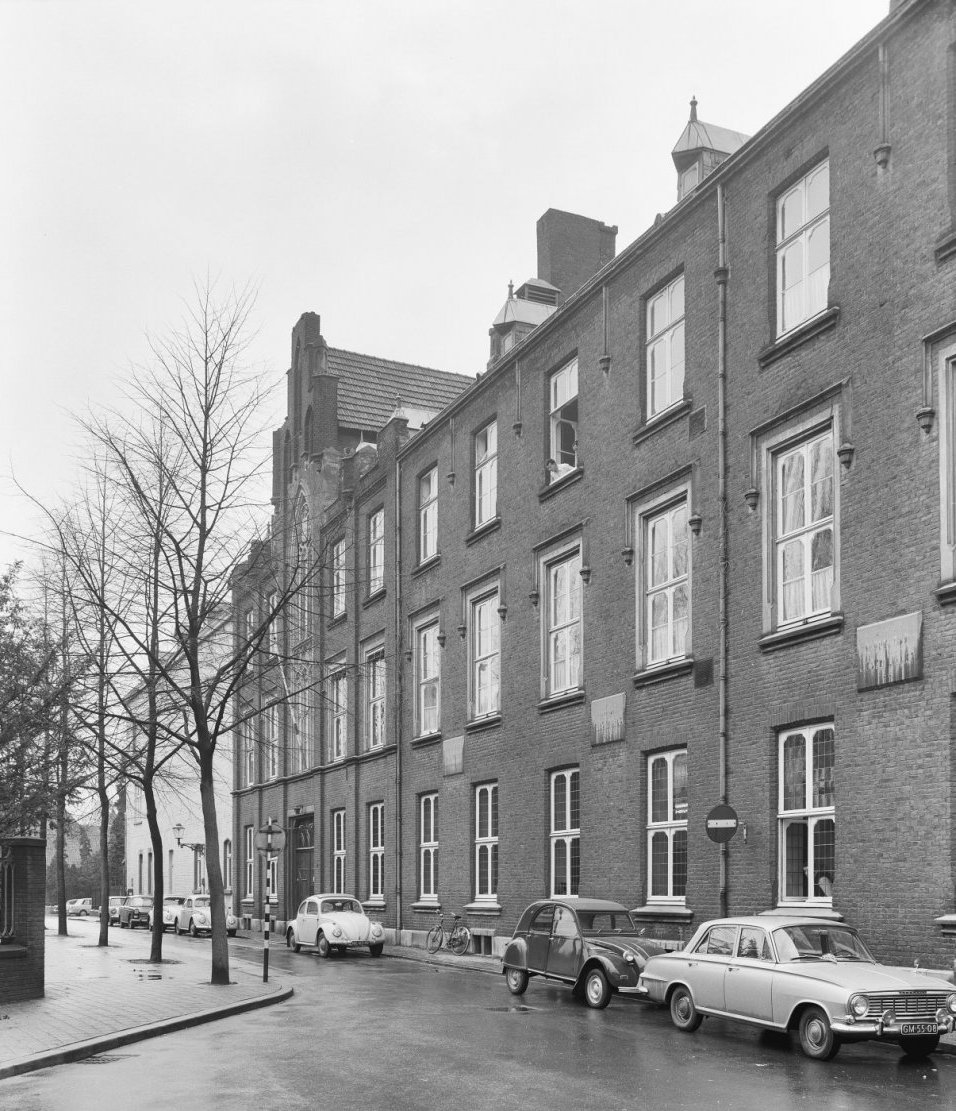
Abtstraat, rechter bouwdeel
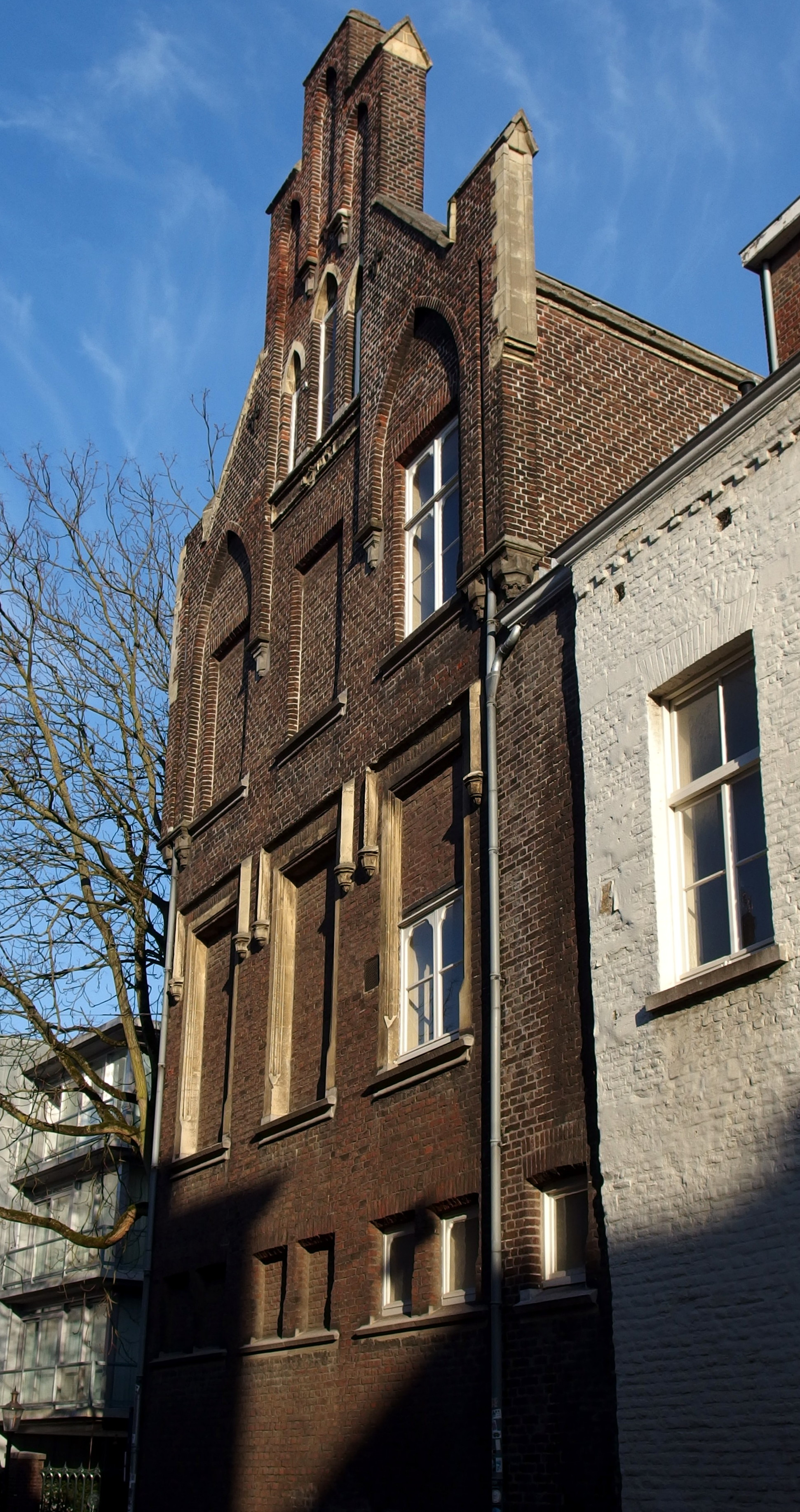
Calvariestraat, trapgevel

### Elisabethhuis

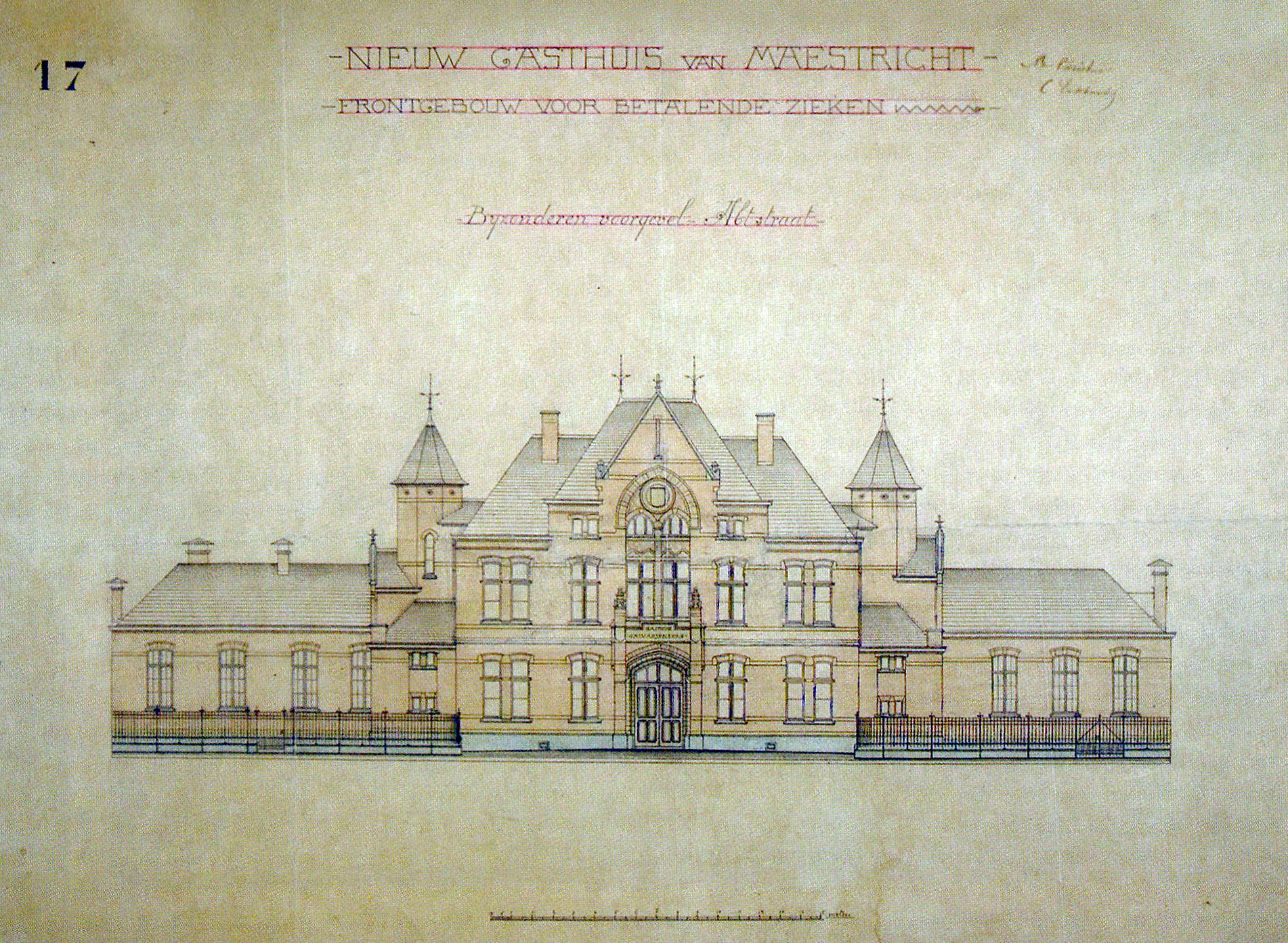
Ontwerp van Bilmeyer & Van Riel voor de oostfaçade van het "frontgebouw voor betalende zieken"

Het vrijstaande Elisabethhuis werd voorheen aangeduid als Klassegebouw omdat het oorspronkelijk bedoeld was voor betalende patiënten. Het is het enige overblijfsel van het paviljoenziekenhuis uit 1887-91, het 'derde Calvariënberg'. Het gebouw fungeerde door zijn voorname uitstraling als poortgebouw voor het ziekenhuis. Het werd omstreeks 1885 ontworpen door de Antwerpse architecten Bilmeyer en Van Riel in een eclectische vormentaal met elementen van de Richardson-neoromaanse stijl. De zijvleugels werden in 1977 gesloopt door het Burgerlijk Armbestuur, waarna het gebouw verhuurd werd aan de Universiteit Maastricht. Min of meer op de plek van de gesloopte vleugels aan de westzijde verrees in 2015-16 een nieuwbouwgedeelte, waarvan de massieve achtergevel en de afwijkende vensterindeling sterk contrasteren met het rijksmonument.
Het gebouw telt twee bouwlagen en wordt afgedekt met zadel-, schild- en tentdaken met bitumineuze shingles. De muren zijn van baksteen op een plint van Naamse steen, met hardsteen-, mergel- en kunststeendetails. De symmetrische gevel aan de Abtstraat loopt trapsgewijs op in een spitse topgevel en telt vijf vensterassen. De ingangspartij wordt geaccentueerd door een gedrukte spitsboog met daarboven de naam "GASTHUIS CALVARIENBERG", geflankeerd door consoles met zandstenen fantasieornamenten. Daarboven bevindt zich onder een spitsboog een monumentale raampartij met onder andere een blanco wapenschild binnen een rozet. De zijgevels worden gemarkeerd door achthoekige traptorentjes.
In het gerestaureerde interieur valt de centrale hal op met een decoratieve tegelvloer en vier gietijzeren kolommen op hardstenen basementen waarop de galerij van de eerste verdieping rust. Deze galerij heeft smeedijzeren balustrades. De hal wordt gedekt door een vierkante lichtkoepel op met stucwerk versierde consoles. In de hal bevindt zich een bronzen portretbuste van dr. Lambert van Kleef.

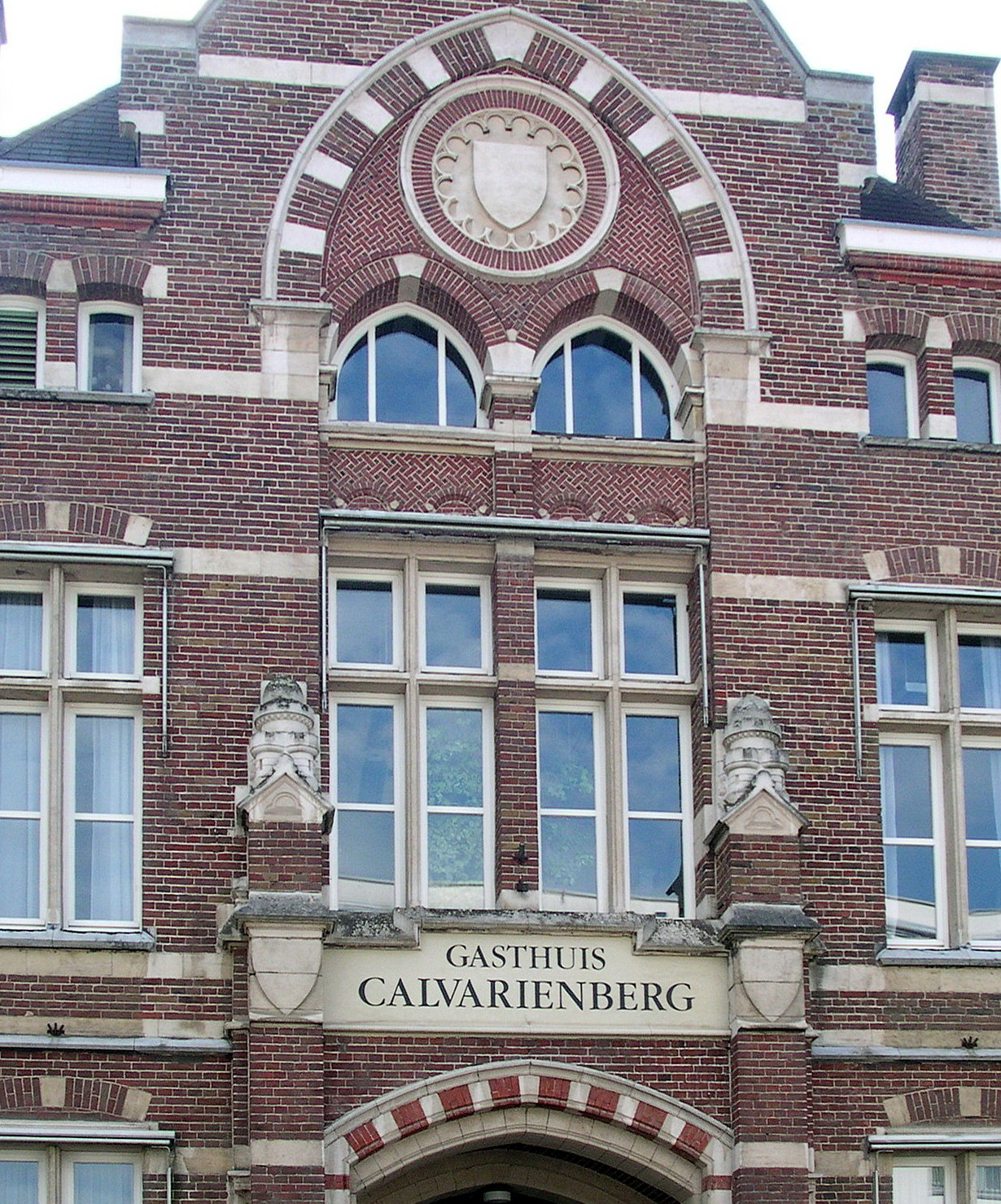
Detail voorgevel
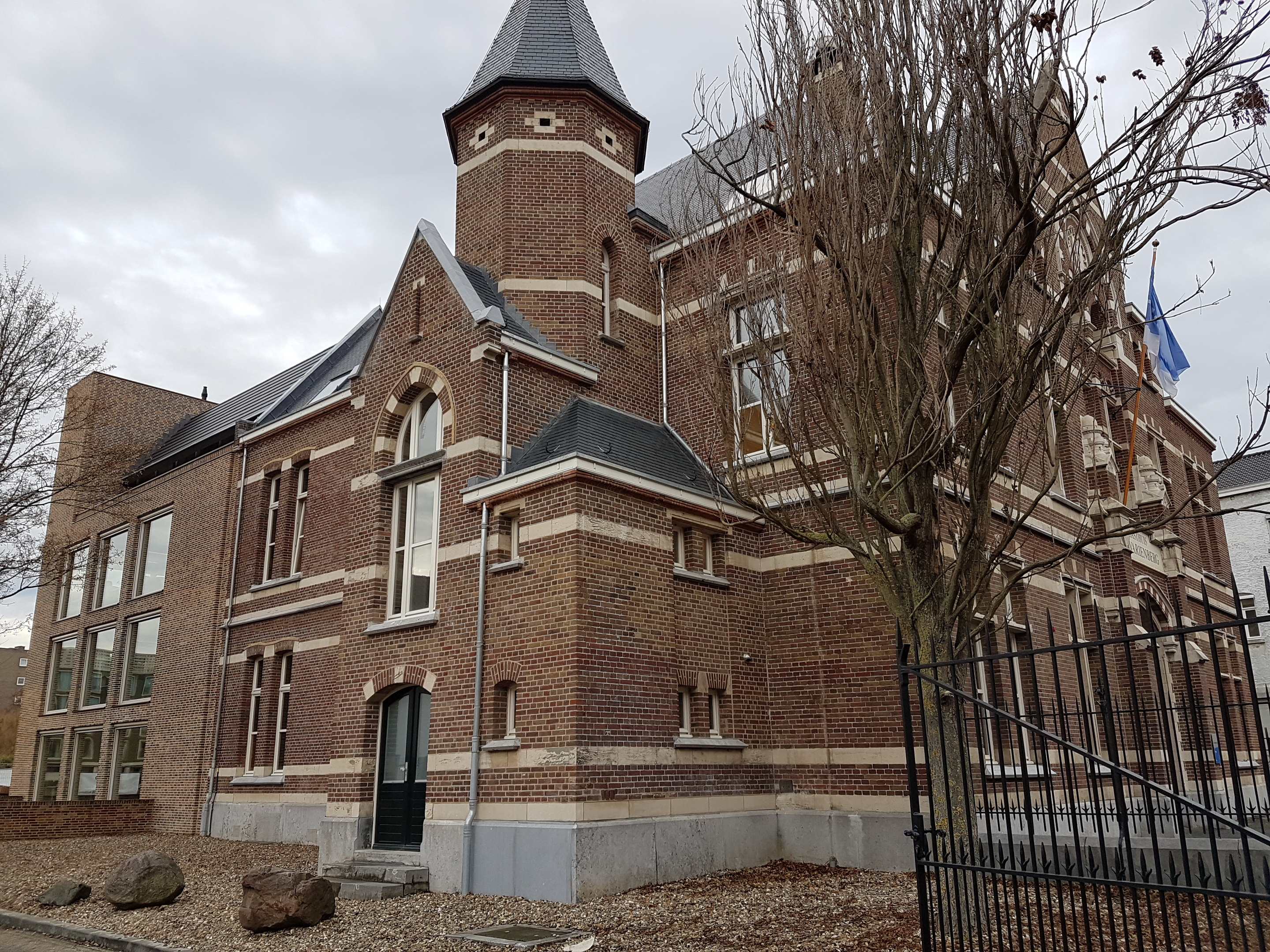
Linker zijgevel
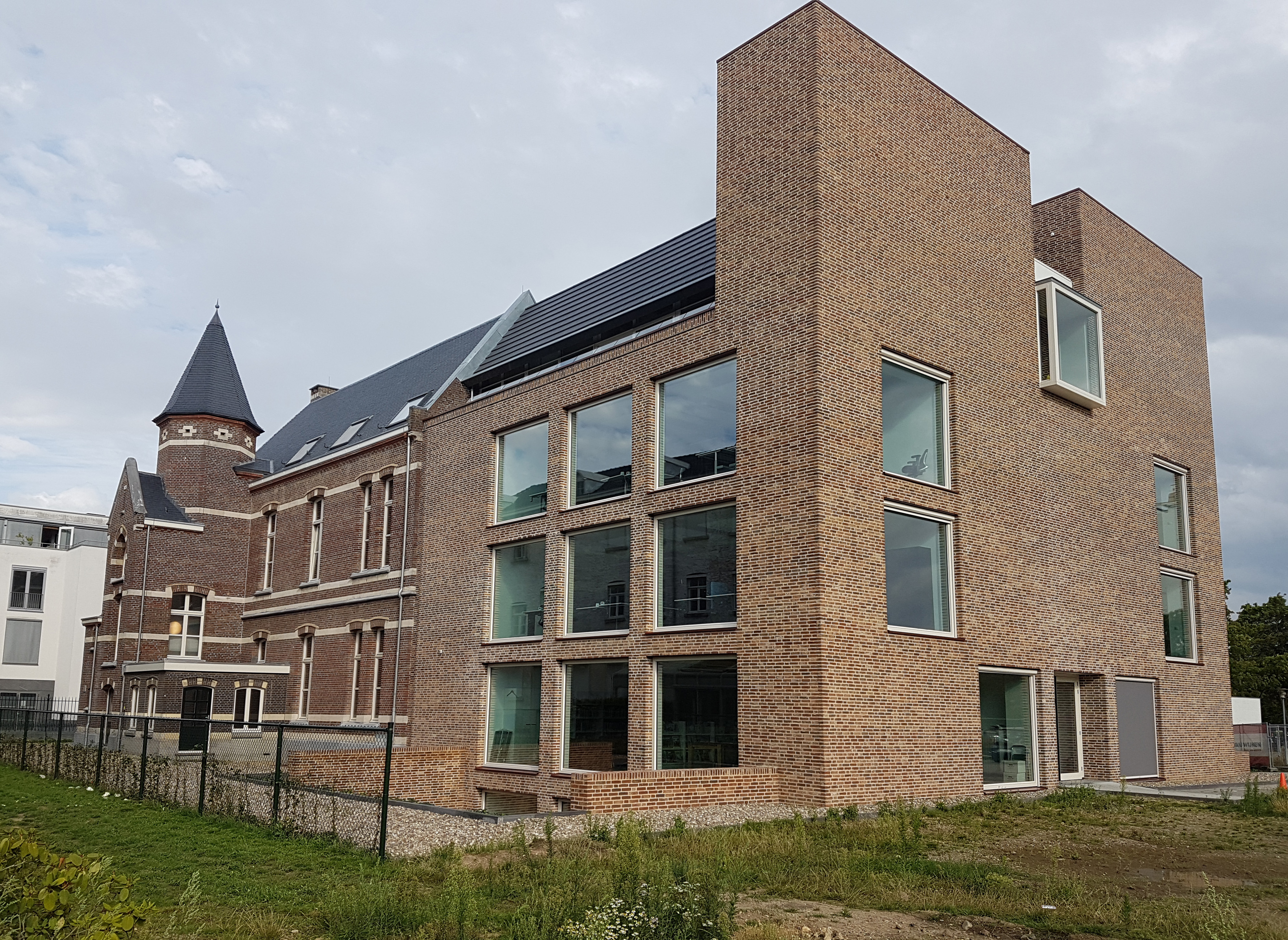
Nieuwbouw achterkant
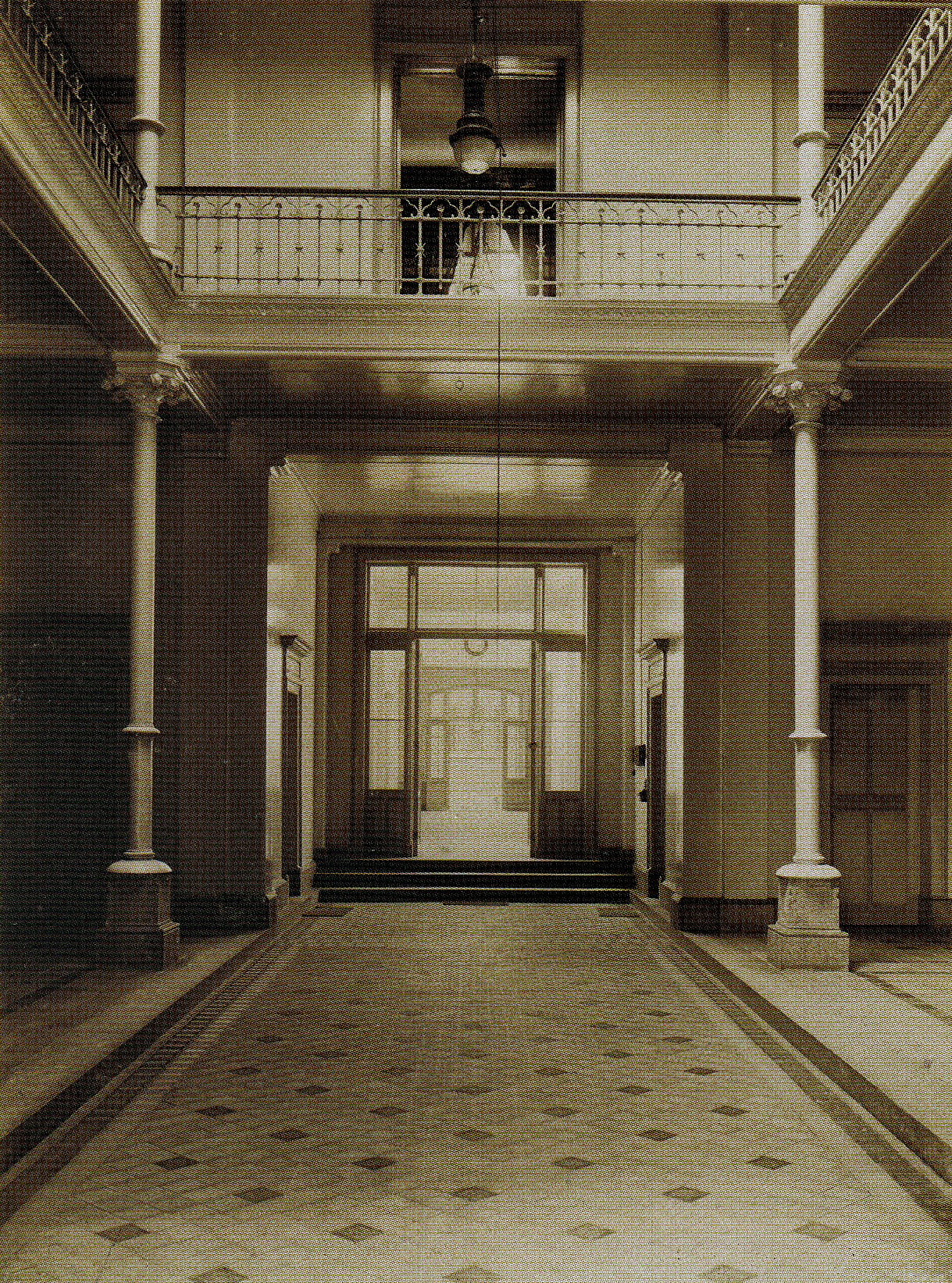
Centrale hal (ca. 1895)

### Overige gebouwen
Tussen de panden Abtstraat 10 en 14 bevindt zich een circa 34 meter lange en 4 meter hoge muur, die de erfafscheiding vormt van het voormalige ziekenhuisterrein. De muur bestaat eigenlijk uit drie afzonderlijke delen, die uit verschillende periode dateren. Het linkerdeel (vanaf de Abtstraat gezien) is verreweg het oudst. Dit muurdeel is opgetrokken uit donkerbruine baksteen op een lage plint van hardsteen, en afgedekt door een gemetselde ezelsrug. Naast het pand Abtstraat 14 bevindt zich een grote 18e-eeuwse inrijpoort met een hardstenen omlijsting met diamantkoppen. Het middendeel van de muur dateert uit 1920 en is een restant van het zusterhuis van de Zusters Onder de Bogen. Het resterende muurdeel is opgetrokken uit rode baksteen op een hoge hardstenen plint en bevat zowel op halve hoogte als direct onder de bovenrand een tweetal mergelstenen speklagen. De bovenste spekband wordt afgedekt met een geprofileerde hardstenen deklijst. Het smalle poortje in dit deel was oorspronkelijk een ingang van het klooster. De poortopening wordt geaccentueerd door een rondbogig bovenlicht met maaswerk in de vorm van een driepas en een sluitsteen met kruisornament in de gemetselde rondboog. Daarboven bevindt zich een vooruitspringend afdakje met een hardstenen lijst, die een fronton vormt. Het meest rechtse deel van de ziekenhuismuur is vrij kort en wordt vrijwel geheel doorbroken door een rechthoekige poortopening waarboven zich drie fluer-de-lysvormige muurankers bevinden.
Aan de Abtstraat 2b ligt een kanonnen- of affuitenloods uit 1786, die in de 19e eeuw onderdeel was van het ziekenhuis. Achter de loods lag een (verdwenen) kruitmagazijn. Alleen de gevel aan de Abtstraat met twee grote koetspoorten is authentiek. Het gebouw is sinds 2011 in gebruik als hospice. Abtstraat 4 is de voormalige directeurswoning van het gesticht. Het brede woonhuis en het naastgelegen koetshuis met poort dateren uit het derde kwart van de 19e eeuw. In de jaren zeventig werd het verbouwd tot kantoorpand, waarna achtereenvolgens de Universiteit Maastricht en de welzijnsorganisatie Envida het pand benutten. Abtstraat 14 is een statig, 18e-eeuws huis met een brede lijstgevel en segmentboogvensters met hardstenen vensteromlijstingen. Rechtsboven bevindt zich een venster met een kruiskozijn van Naamse steen. De ingangspartij is in Lodewijk XV-stijl. Het bordes heeft een smeedijzeren hek in Régencestijl. Dit pand (destijds Abtstraat 10) was waarschijnlijk van 1881 tot 1904 het woonhuis van dr. Van Kleef en zijn familie. De functionalistische Aldenhofflat van architect Jean Huysmans uit 1956 en de Polvertorenflat van W. Schellinx uit 1962-63 zijn als 'nieuwe monumenten' uit de wederopbouwperiode behouden. Eerstgenoemde is sinds 2010 een rijksmonument. De Polvertorenflat is in 2017 gerenoveerd, waarbij de balkons van de voormalige verpleegsterflat zijn vergroot.

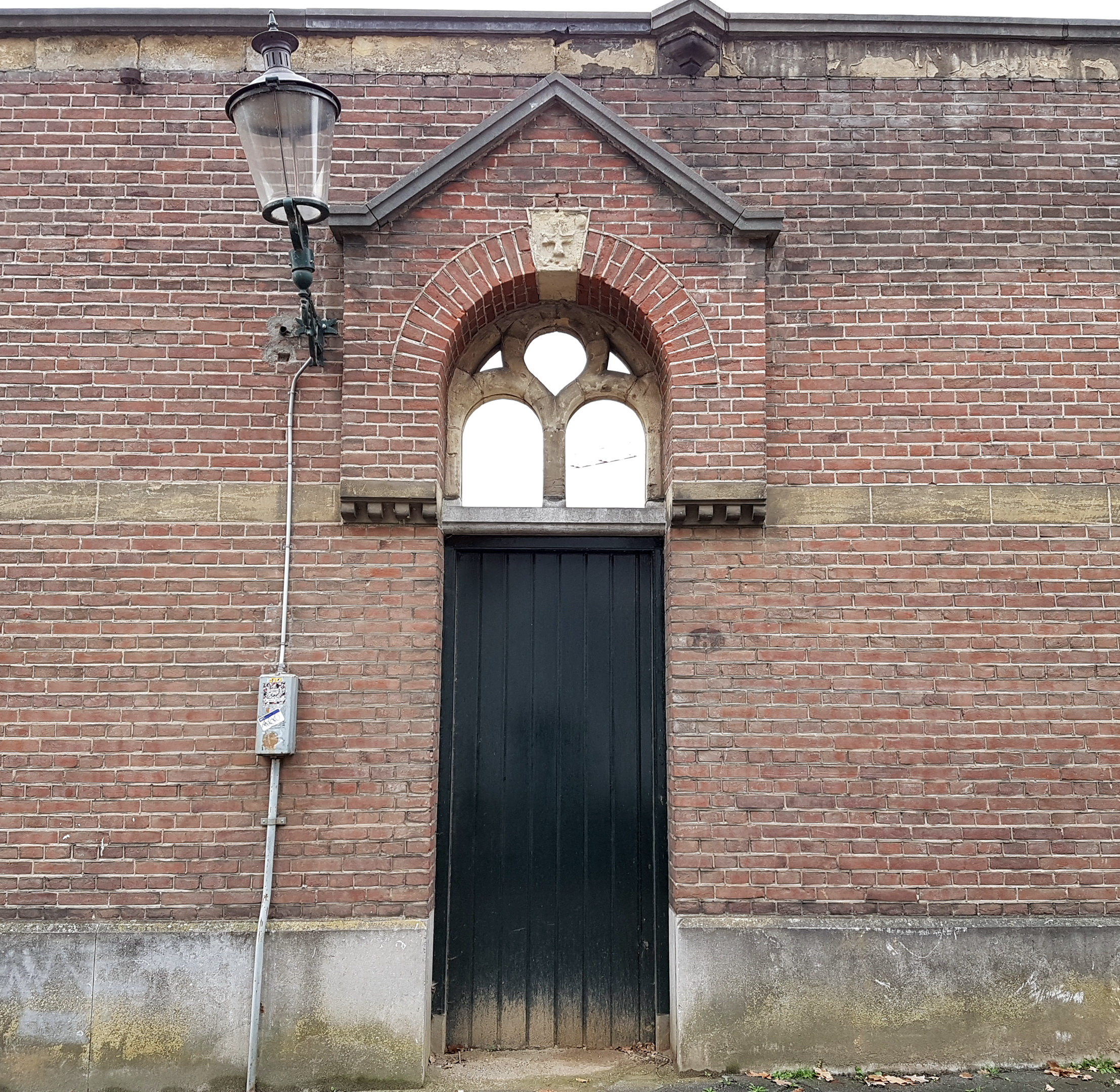
Muurdeel vm. zusterklooster
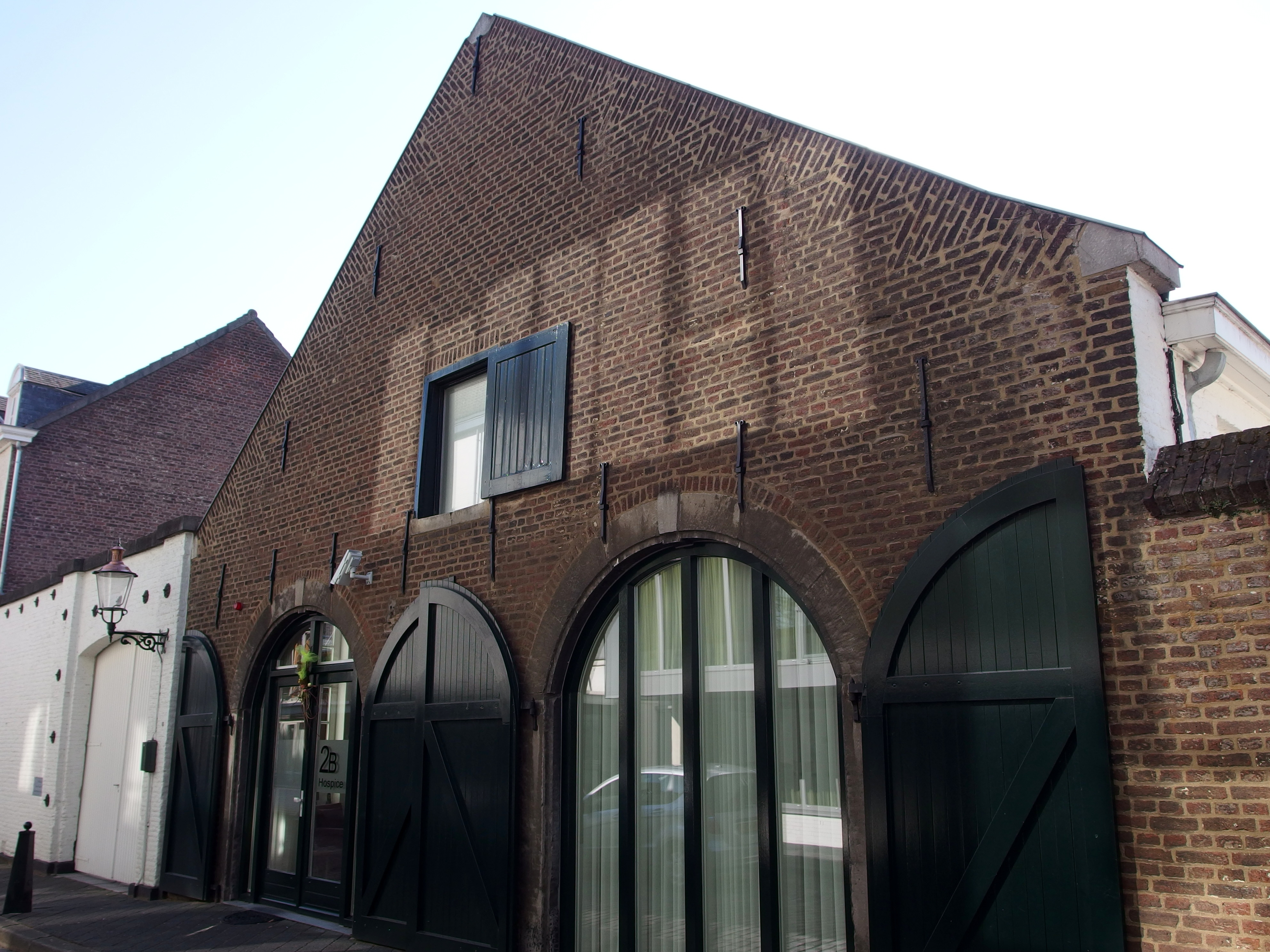
Affuitenloods, Abtstraat 2b
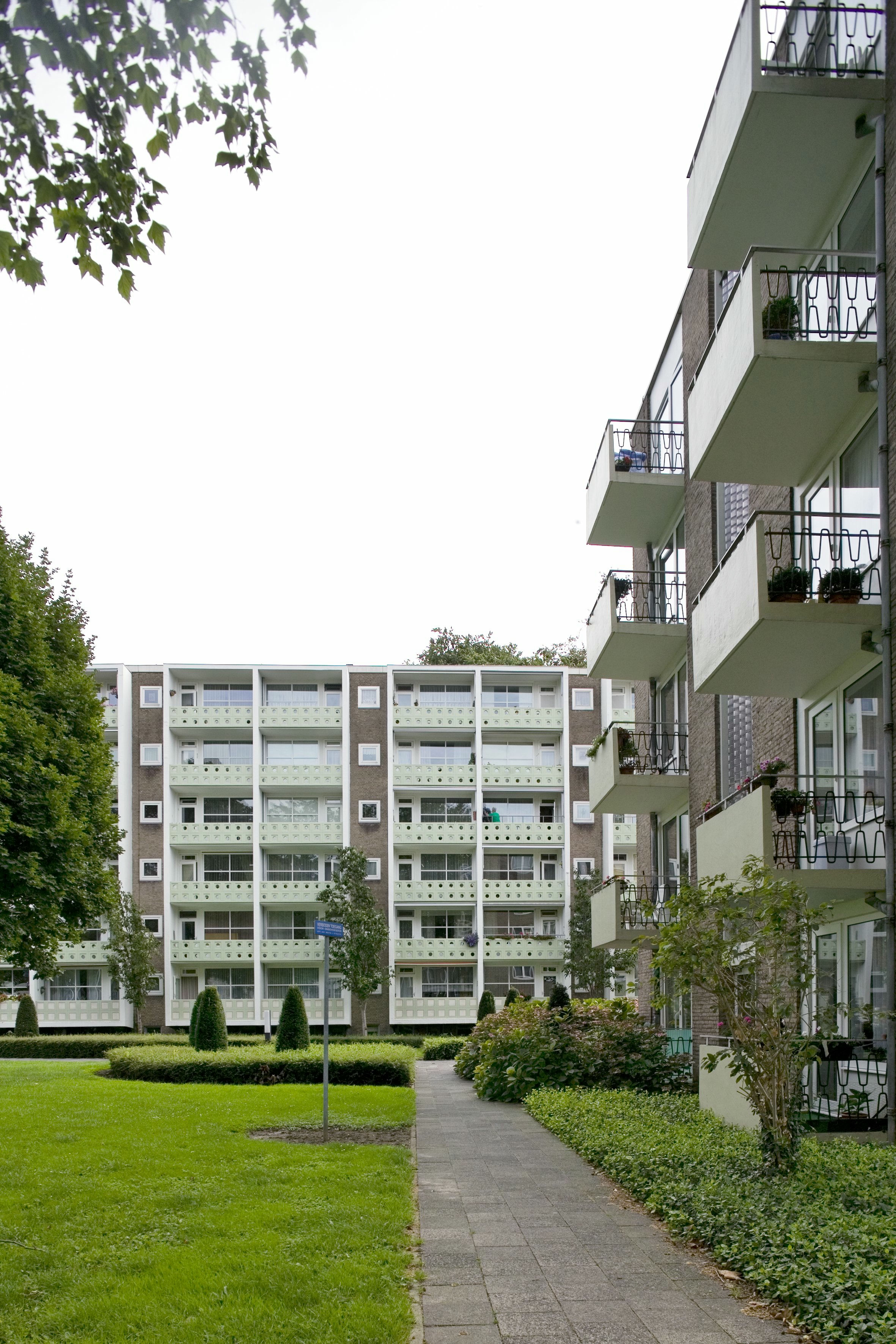
Aldenhofflat
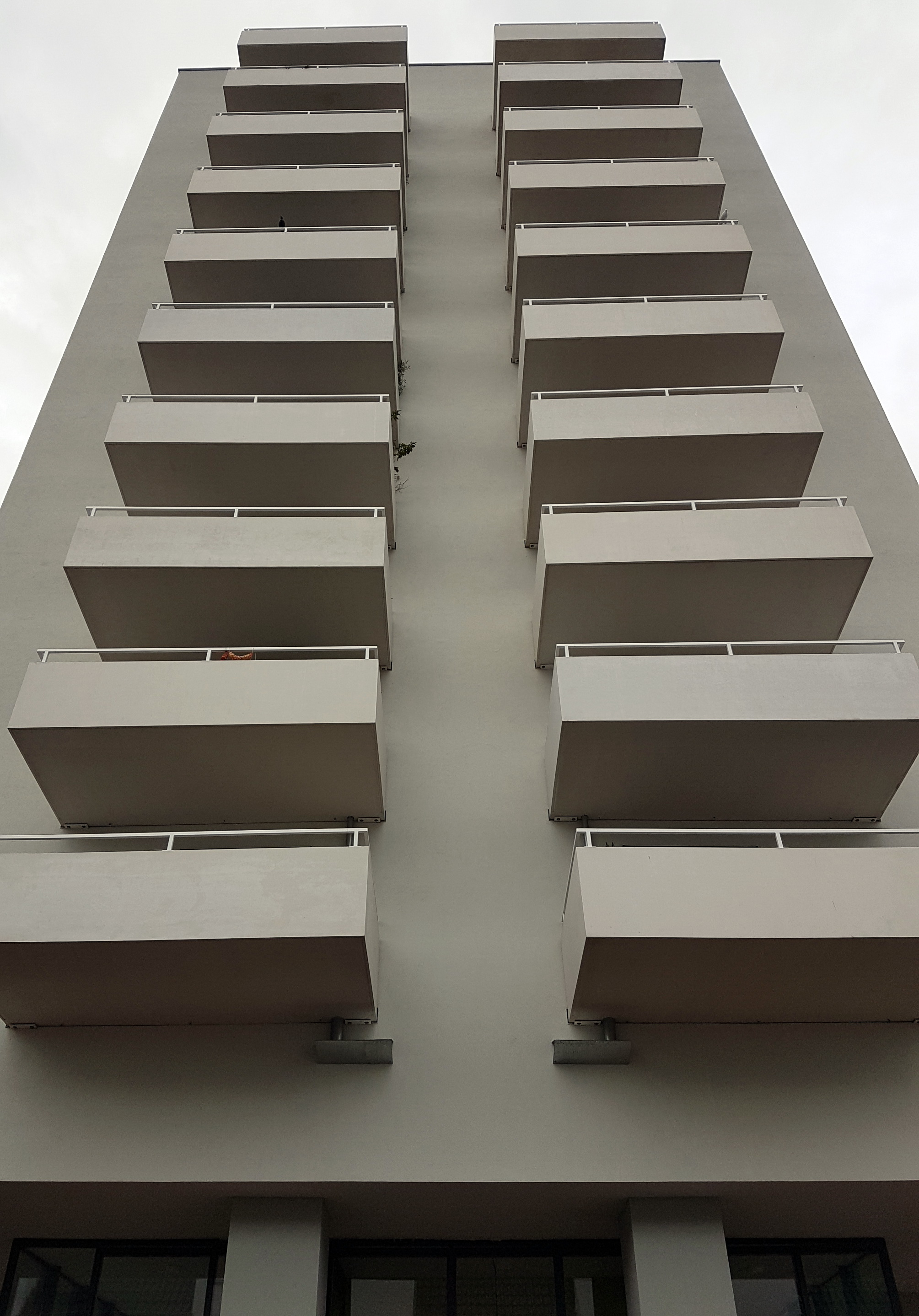
Polvertorenflat